# Národní muzeum výtvarného umění
Národní muzeum výtvarného umění (španělsky Museo Nacional de Bellas Artes, zkratkou MNBA) je galerie v argentinském Buenos Aires. Jde o jednu z nejvýznamnějších uměleckých sbírek v latinské Americe a kromě evropského umění vystavuje díla významných argentinských malířů; z této oblasti jsou zastoupeni například Antonio Berni, Ernesto de la Cárcova, Benito Quinquela Martín, Eduardo Sívori, Alfredo Guttero, Raquel Fornerová, Xul Solar a Lino Enea Spilimbergo. Muzeum otevřelo 25. prosince 1895, roku 2004 přibyla pobočka ve městě Neuquén.

## Výběr vystavených děl

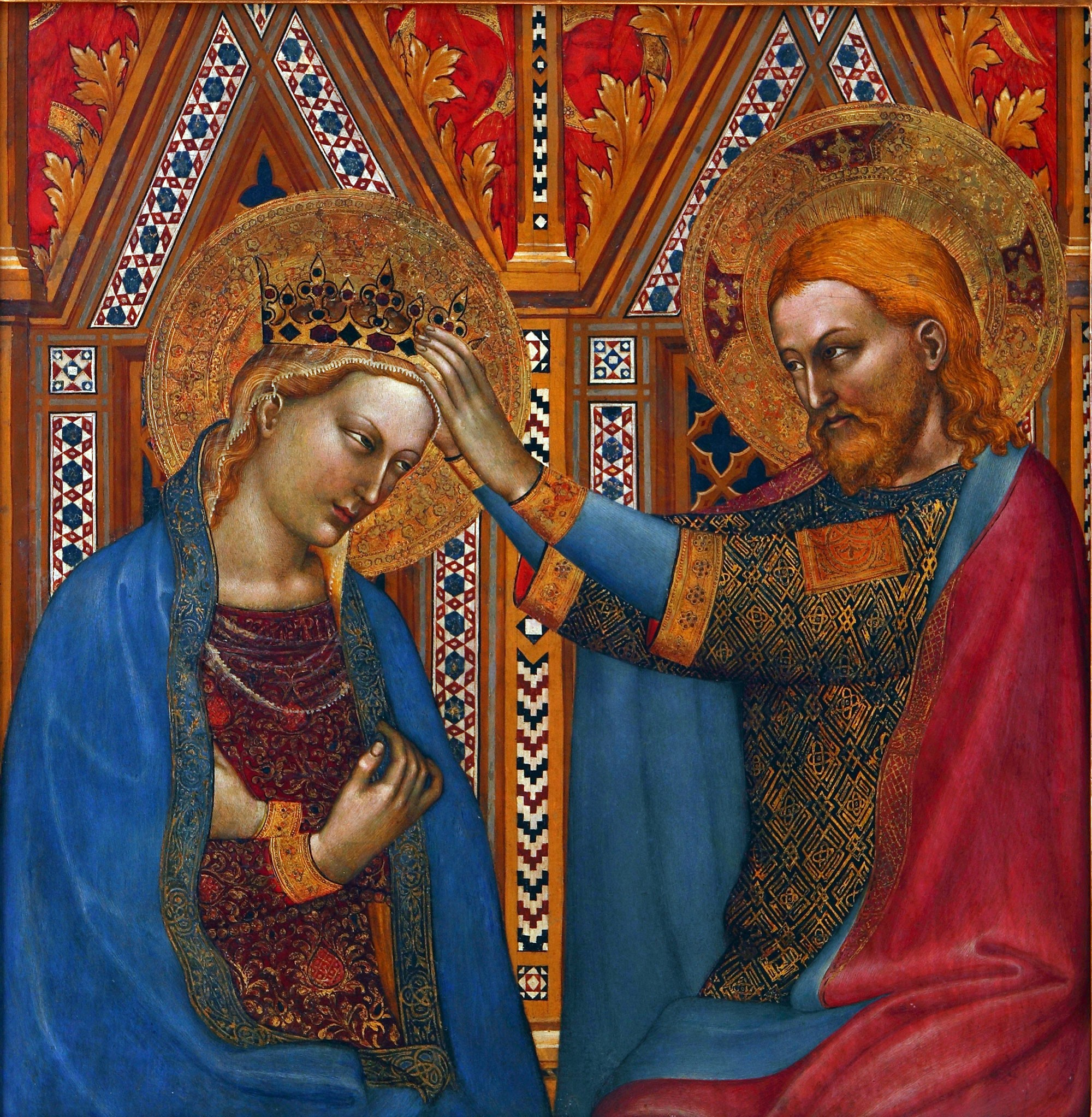
Giovanni da Milano: Korunovace Panny Marie, 14. stol.
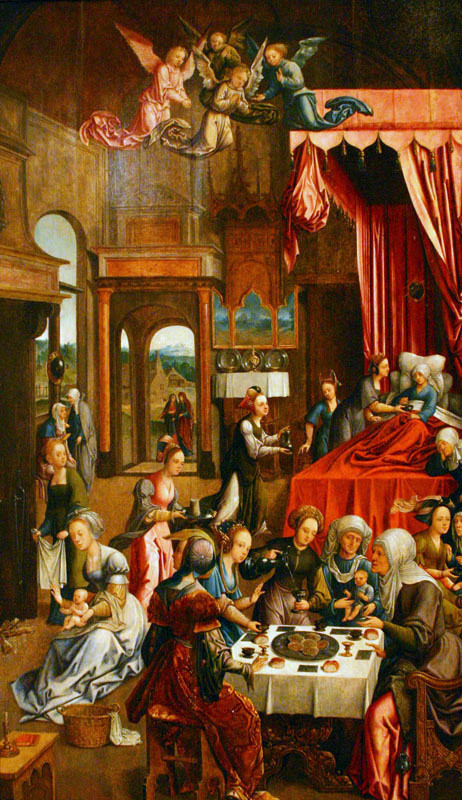
Jacob Cornelisz van Oostsanen: Narození Panny Marie, přelom 15. a 16. stol.
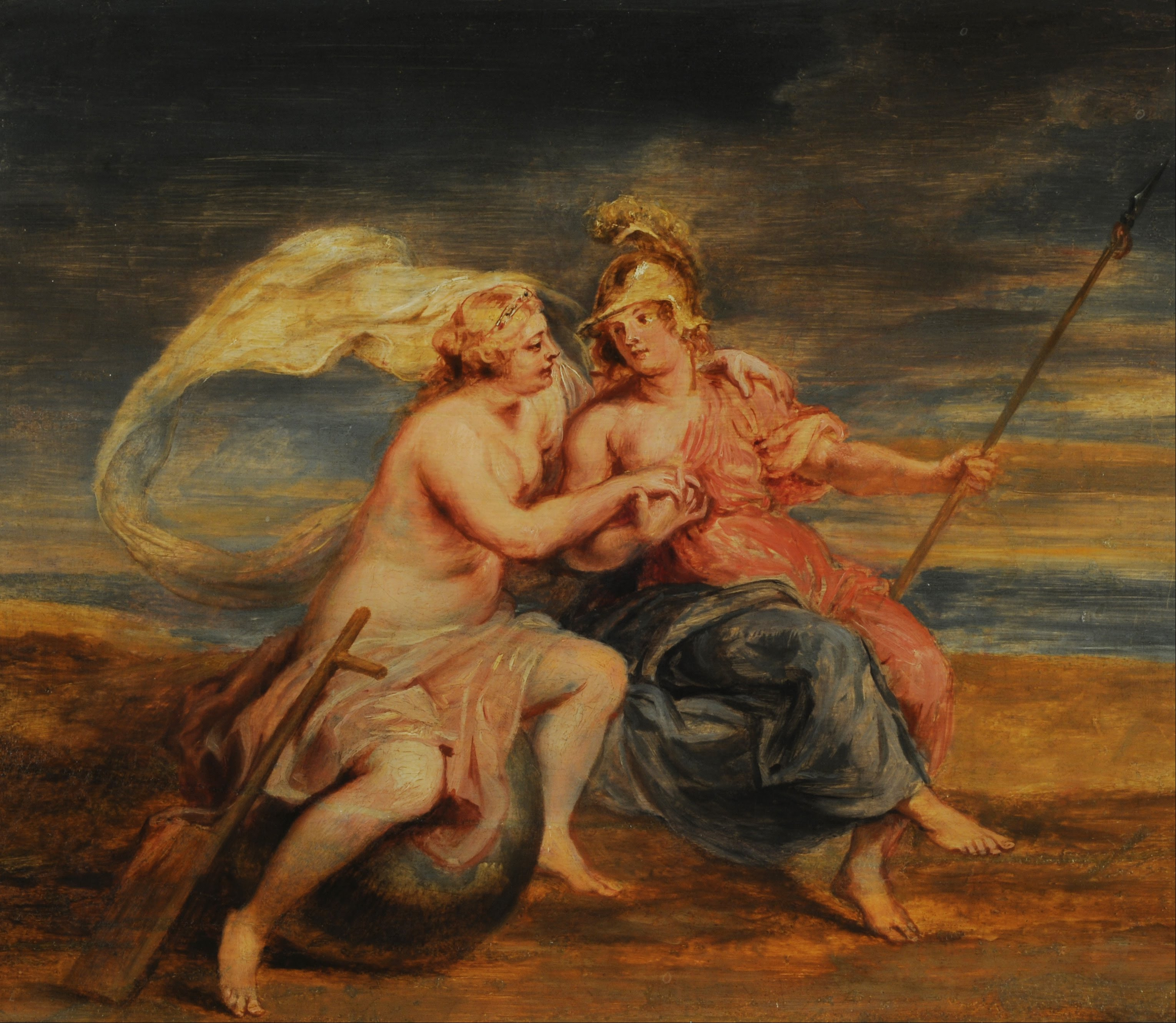
Rubens: Alegorie Štěstí a Ctnosti, 17. stol.
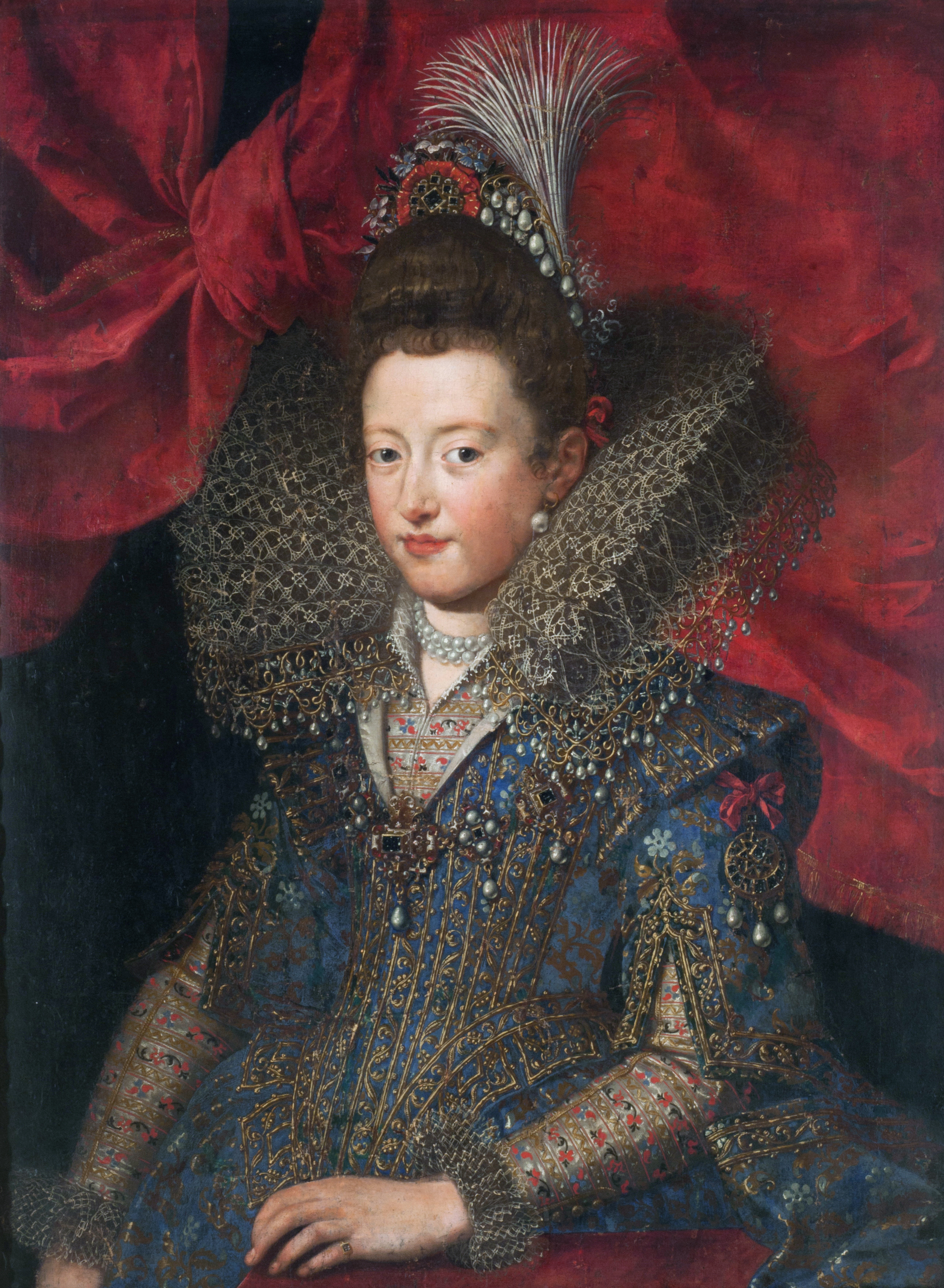
Frans Pourbus mladší Portrét Margarity Gonzagové, 1603
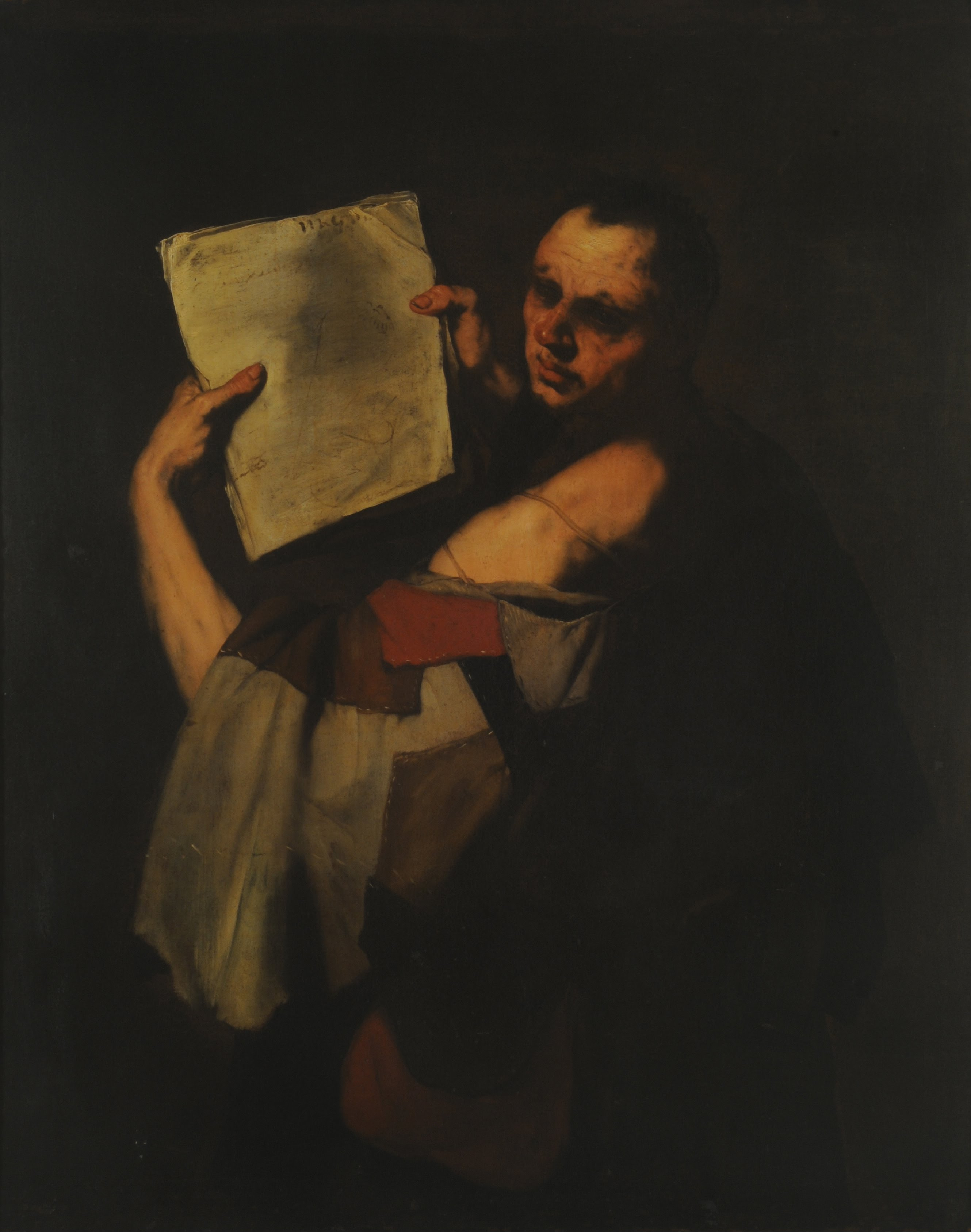
Jusepe de Ribera: Astronom, 1617-1652
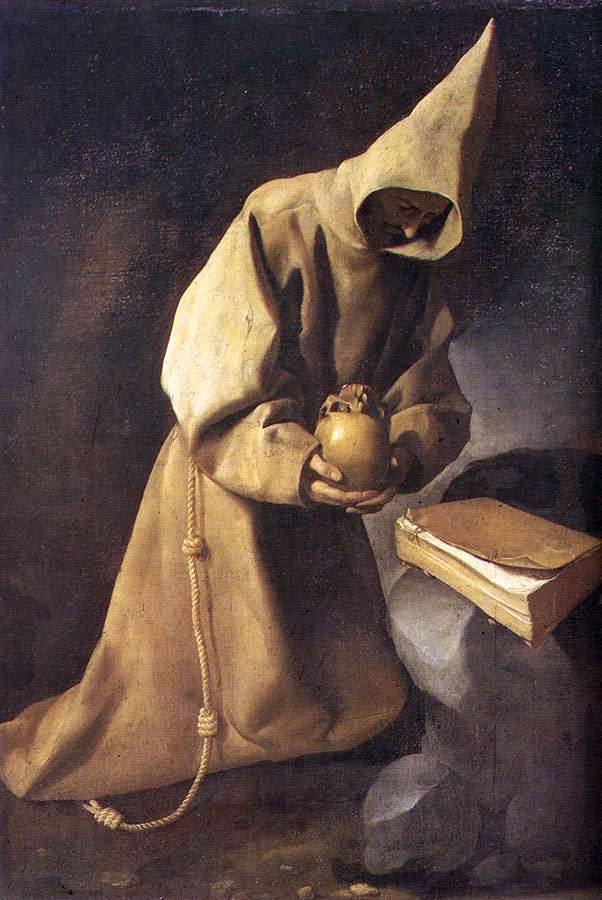
Francisco de Zurbarán: Meditace sv. Františka, 1632
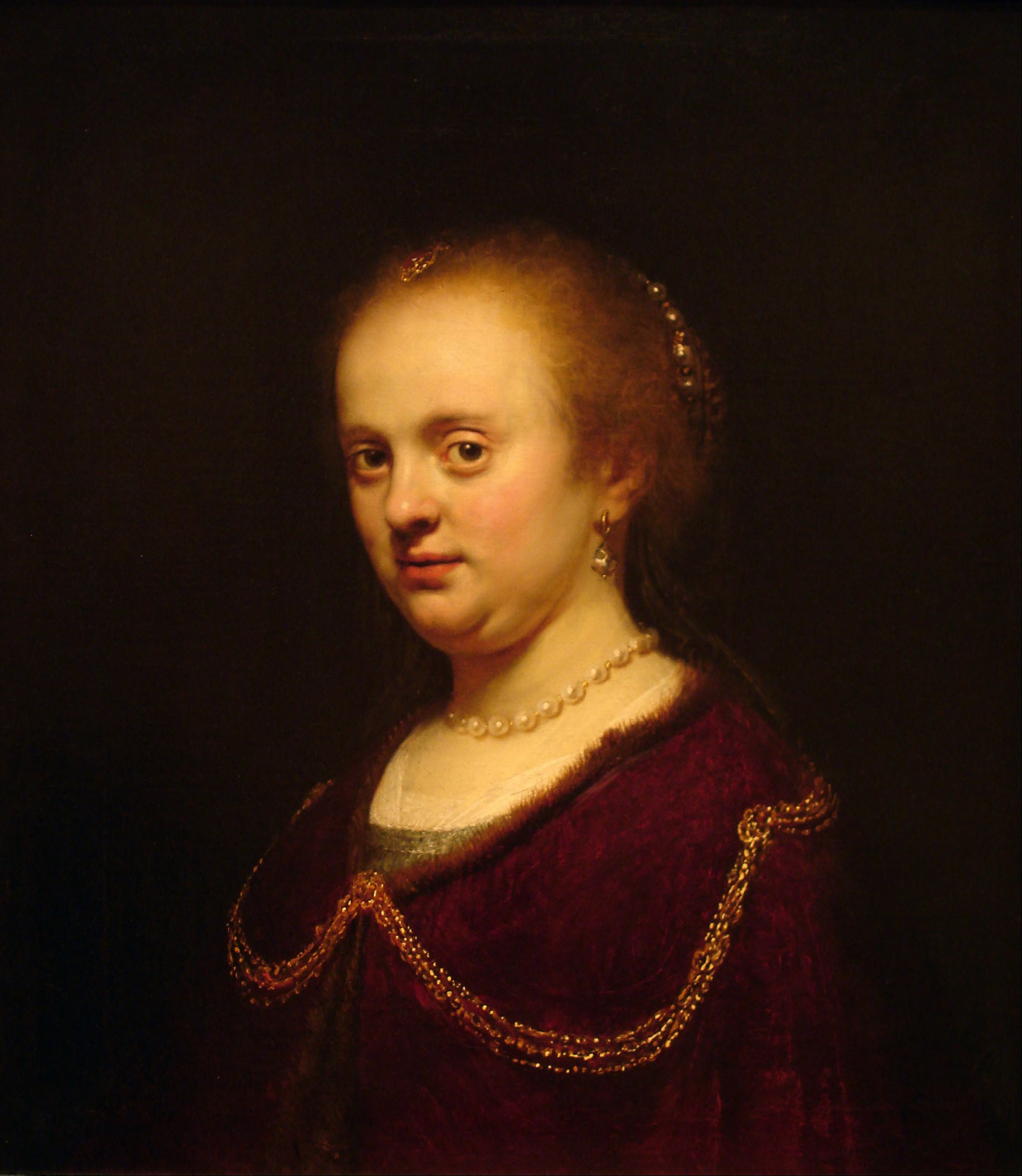
Rembrandt: Portrét mladé ženy, 1634
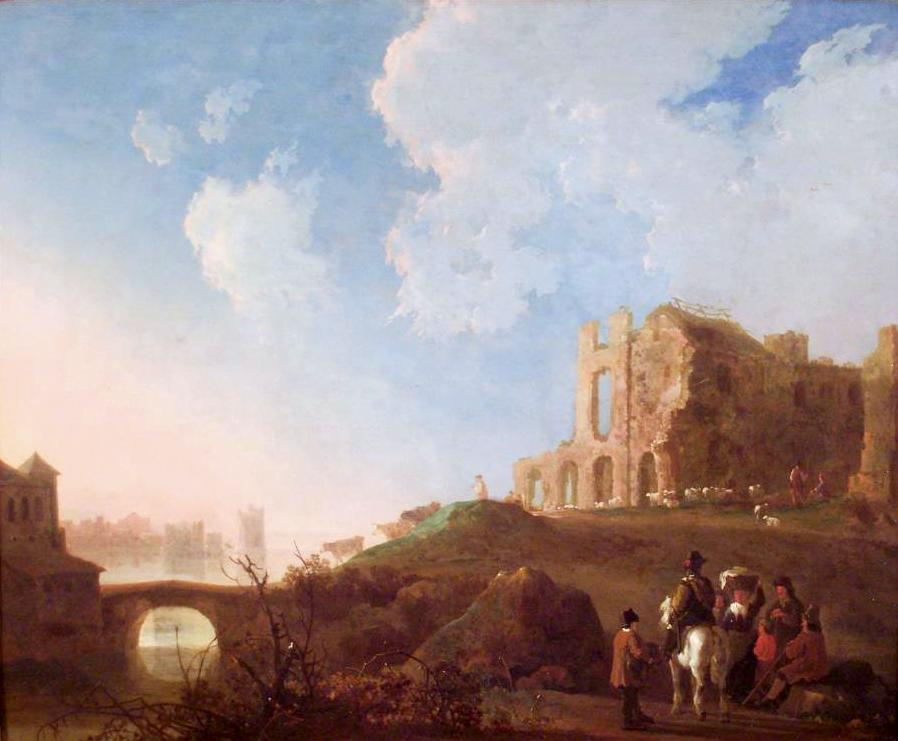
Aelbert Cuyp: Krajina se zříceninou rijnsburgského kláštera, 1645
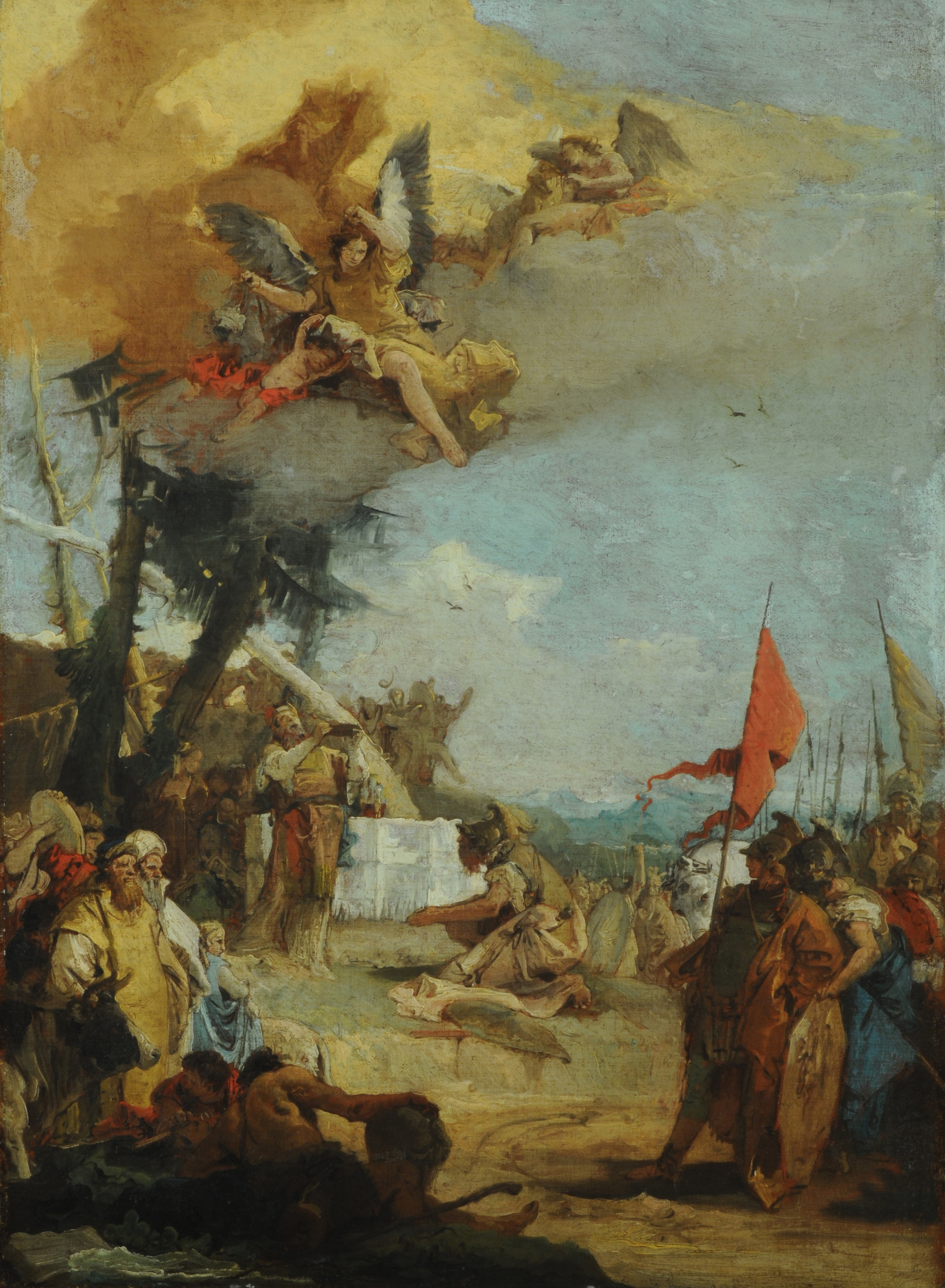
Giovanni Battista Tiepolo: Oběť Melchisedechova, asi 1740
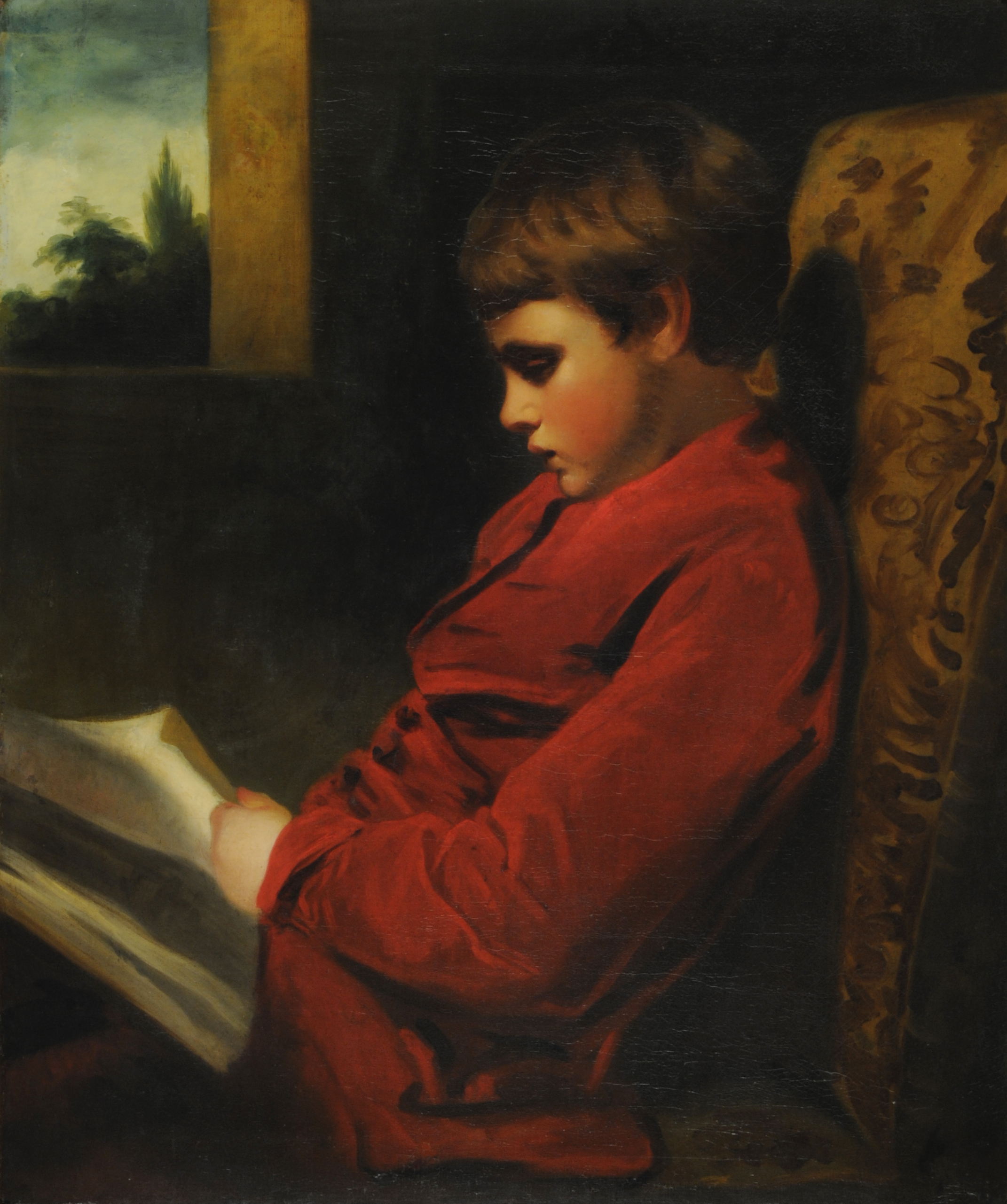
Joshua Reynolds: Chlapec si čte, asi 1777
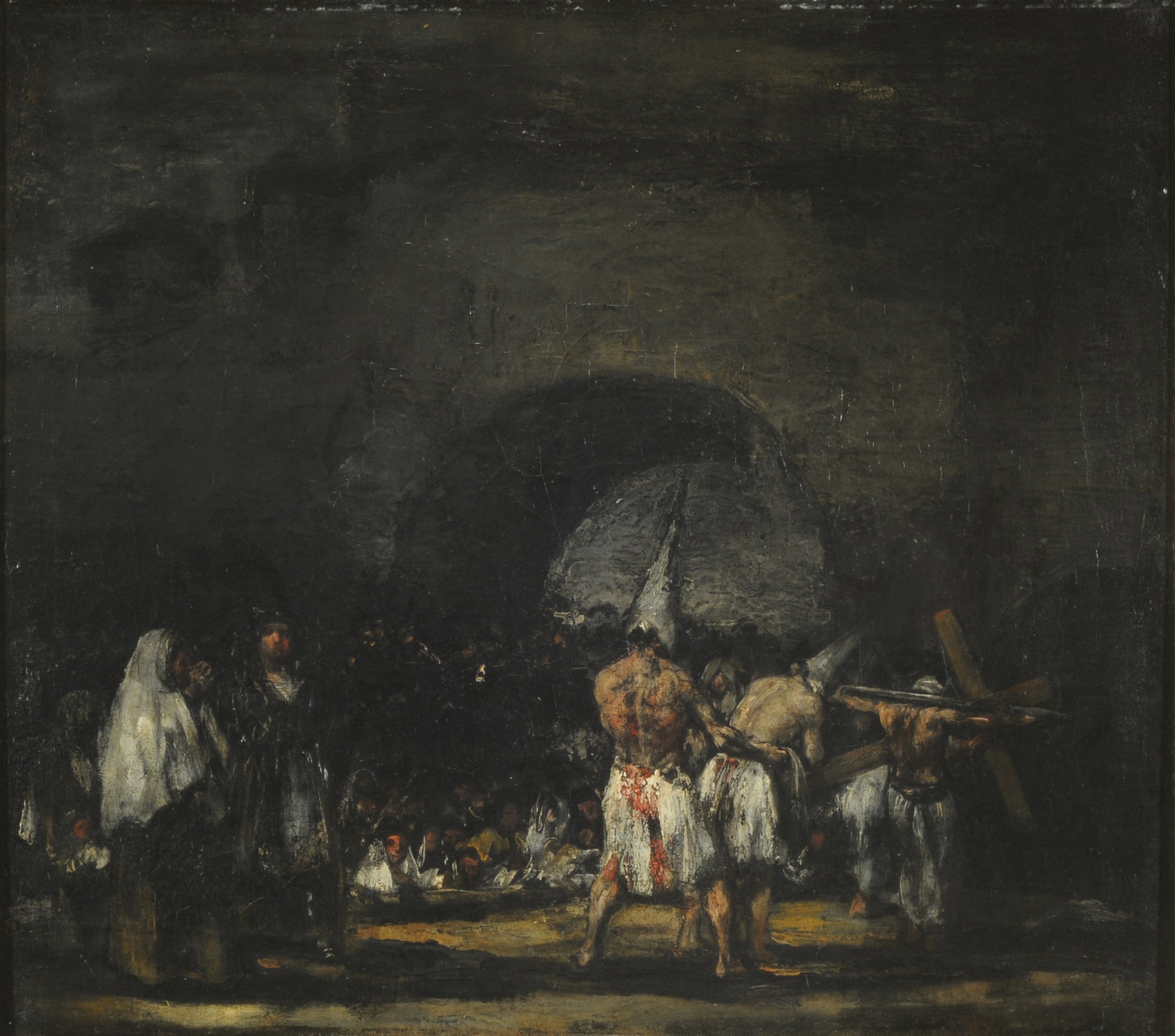
Francisco de Goya: Bičování, asi 1808
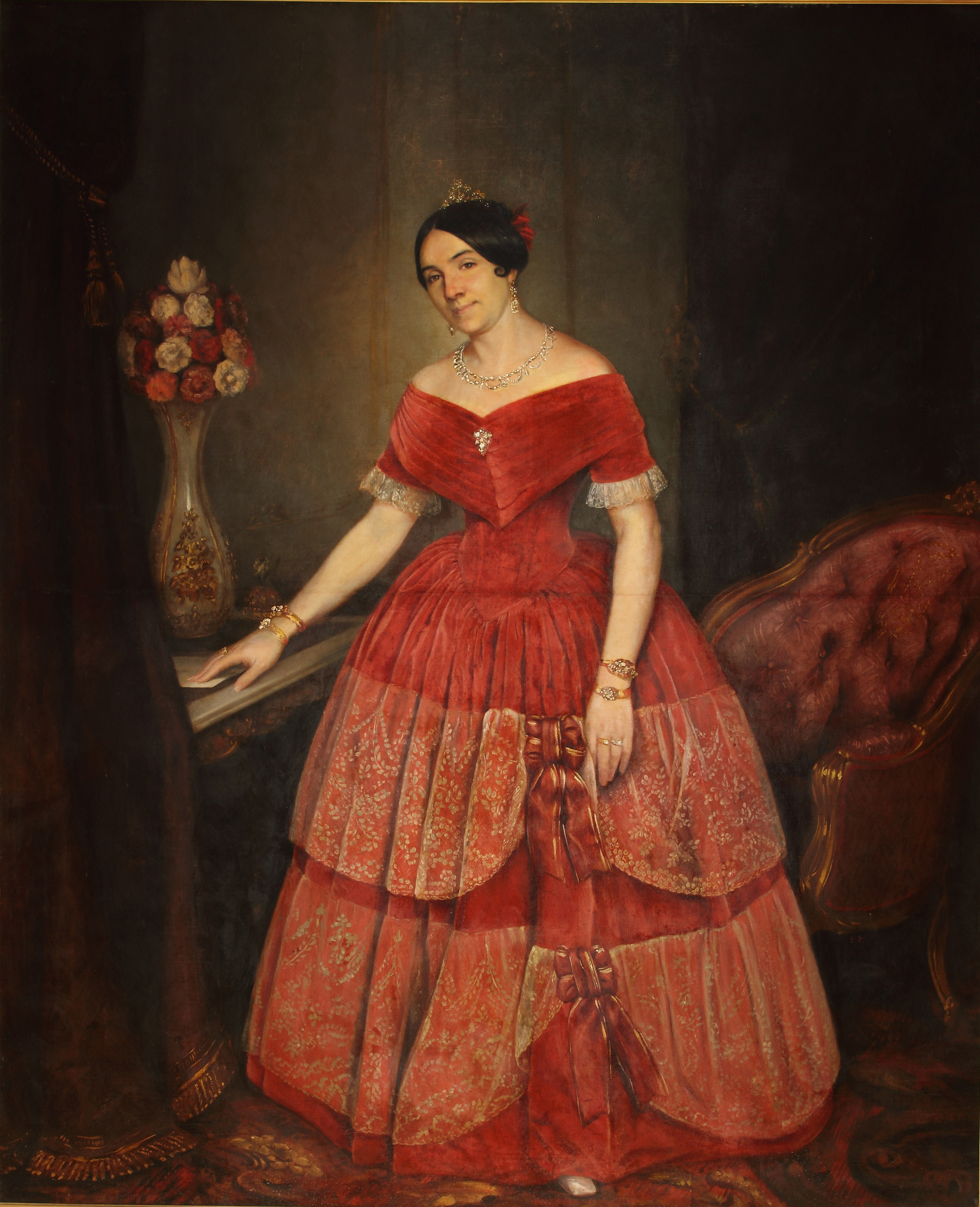
Prilidiano Pueyrredón: Manuelita Rosasová, 1851
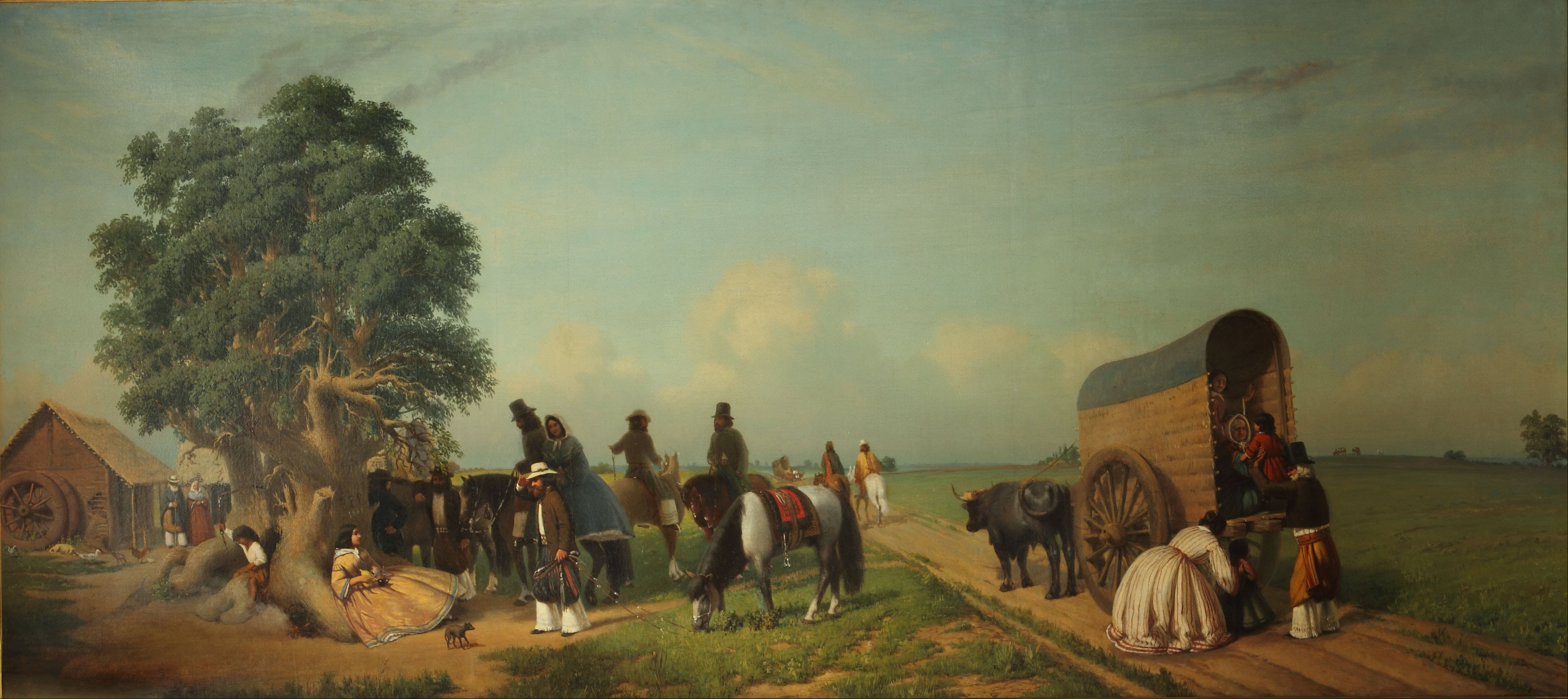
Prilidiano Pueyrredón: Přestávka na cestě v krajině, 1861
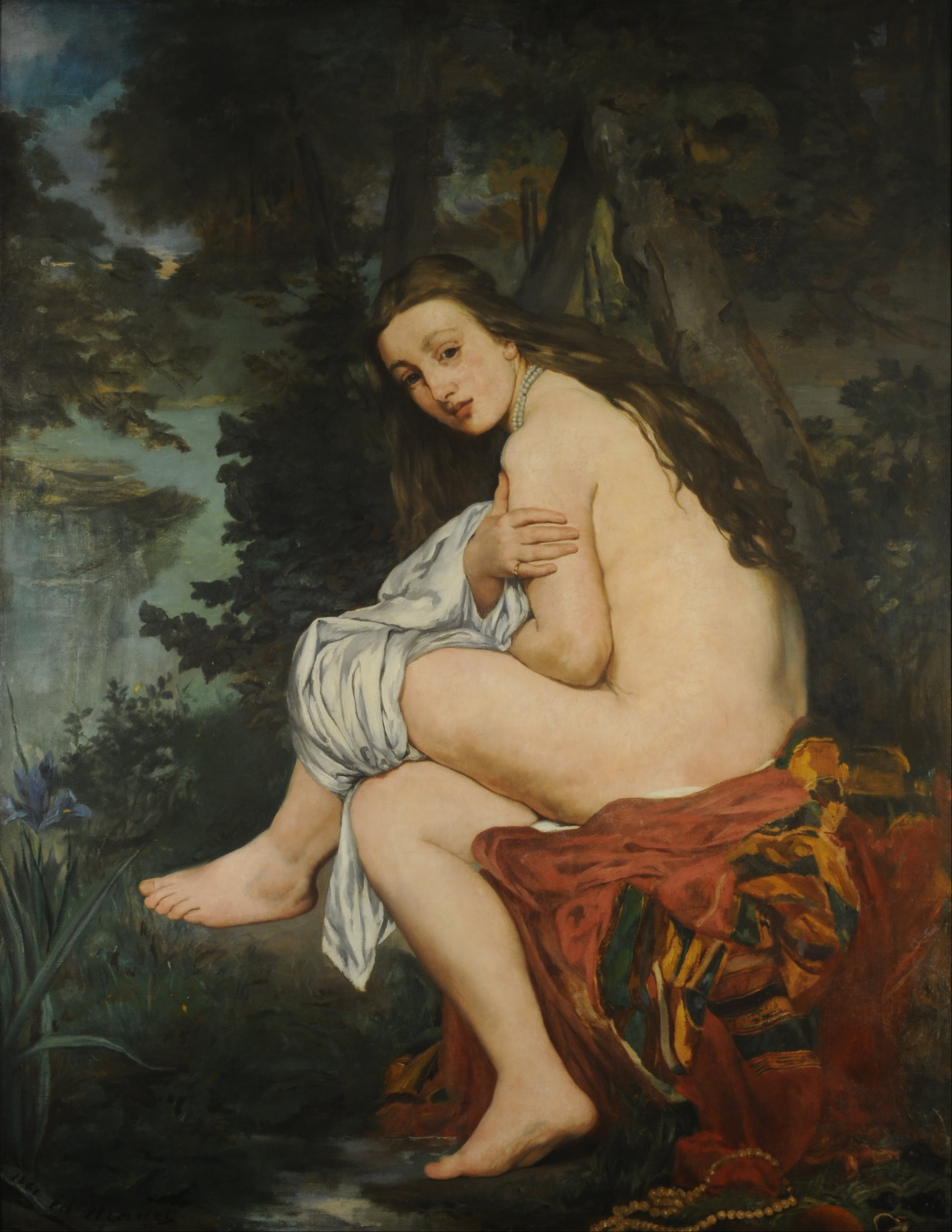
Édouard Manet: Překvapená nymfa, 1861
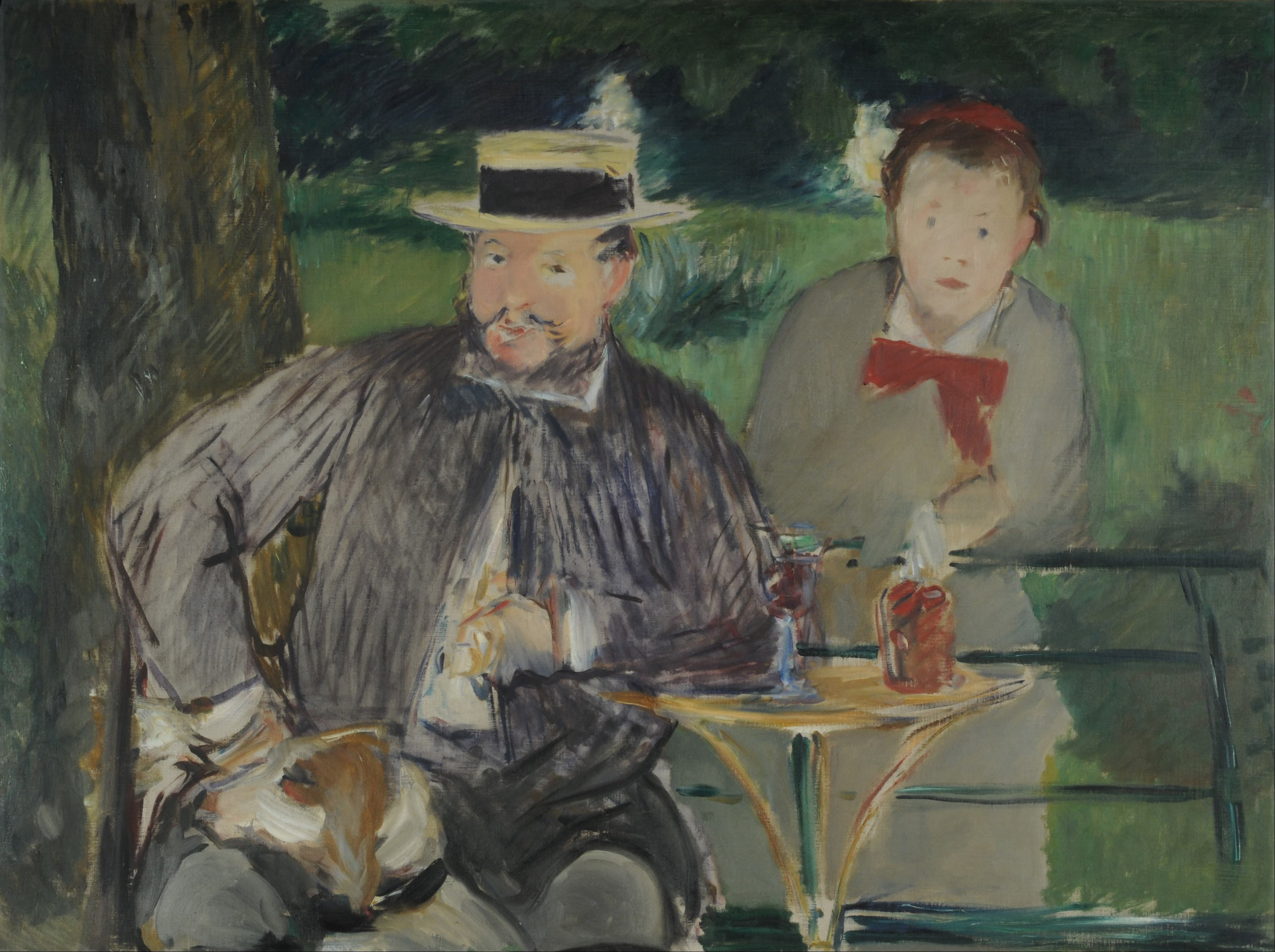
Édouard Manet: Ernest Hoschedé a jeho dcera Martha, 1876
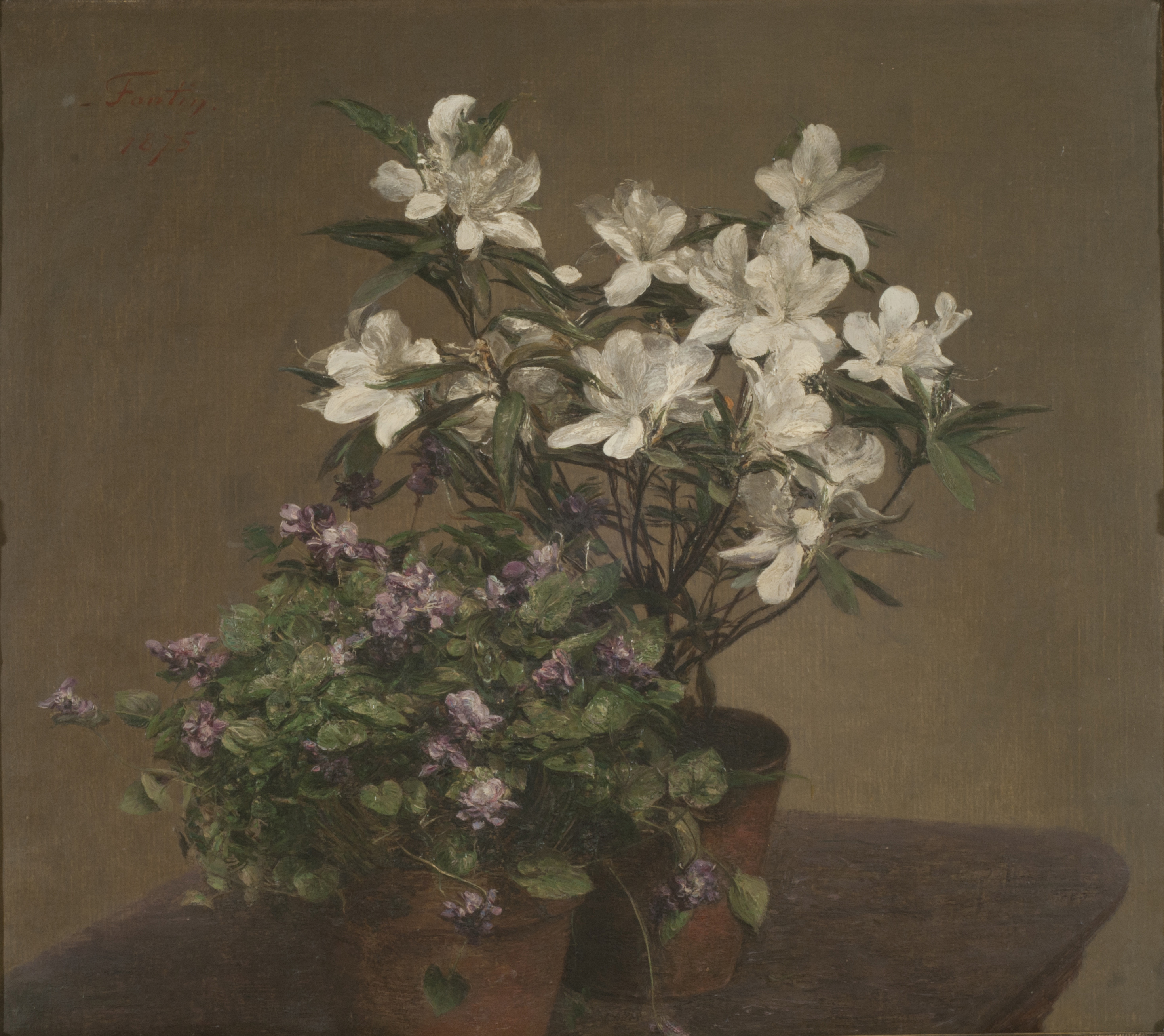
Henri Fantin-Latour: Fialky a azalky, 1875
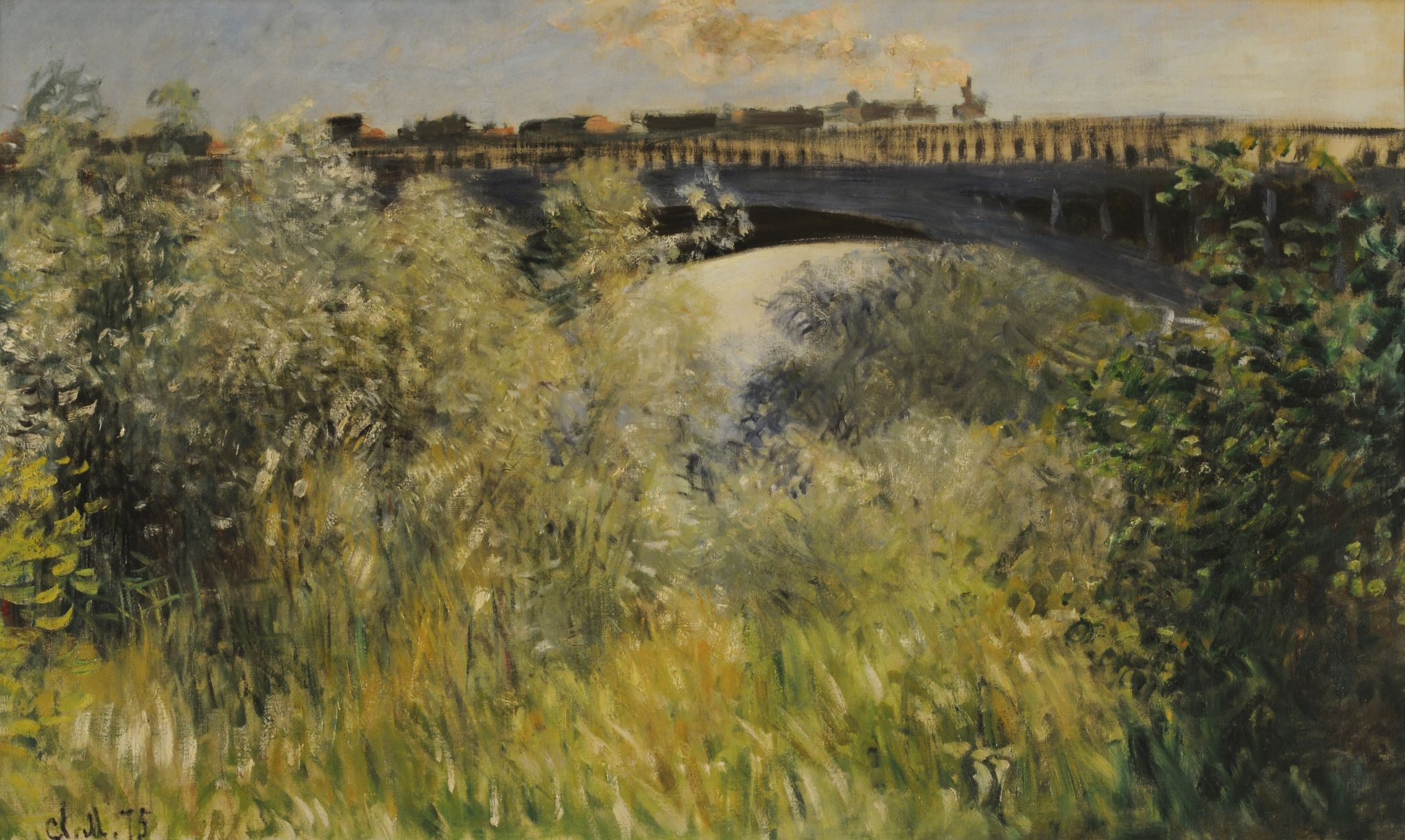
Claude Monet: Most v Argenteuil, 1875
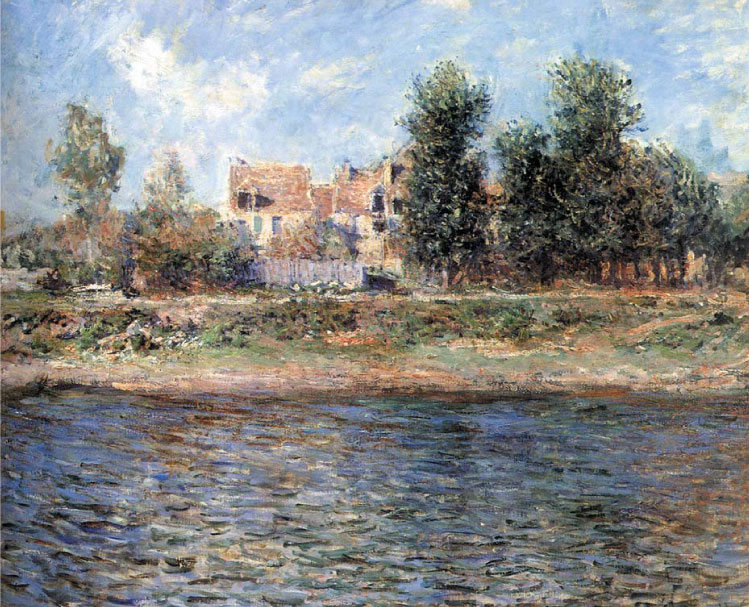
Claude Monet: Břehy Seiny, 1880
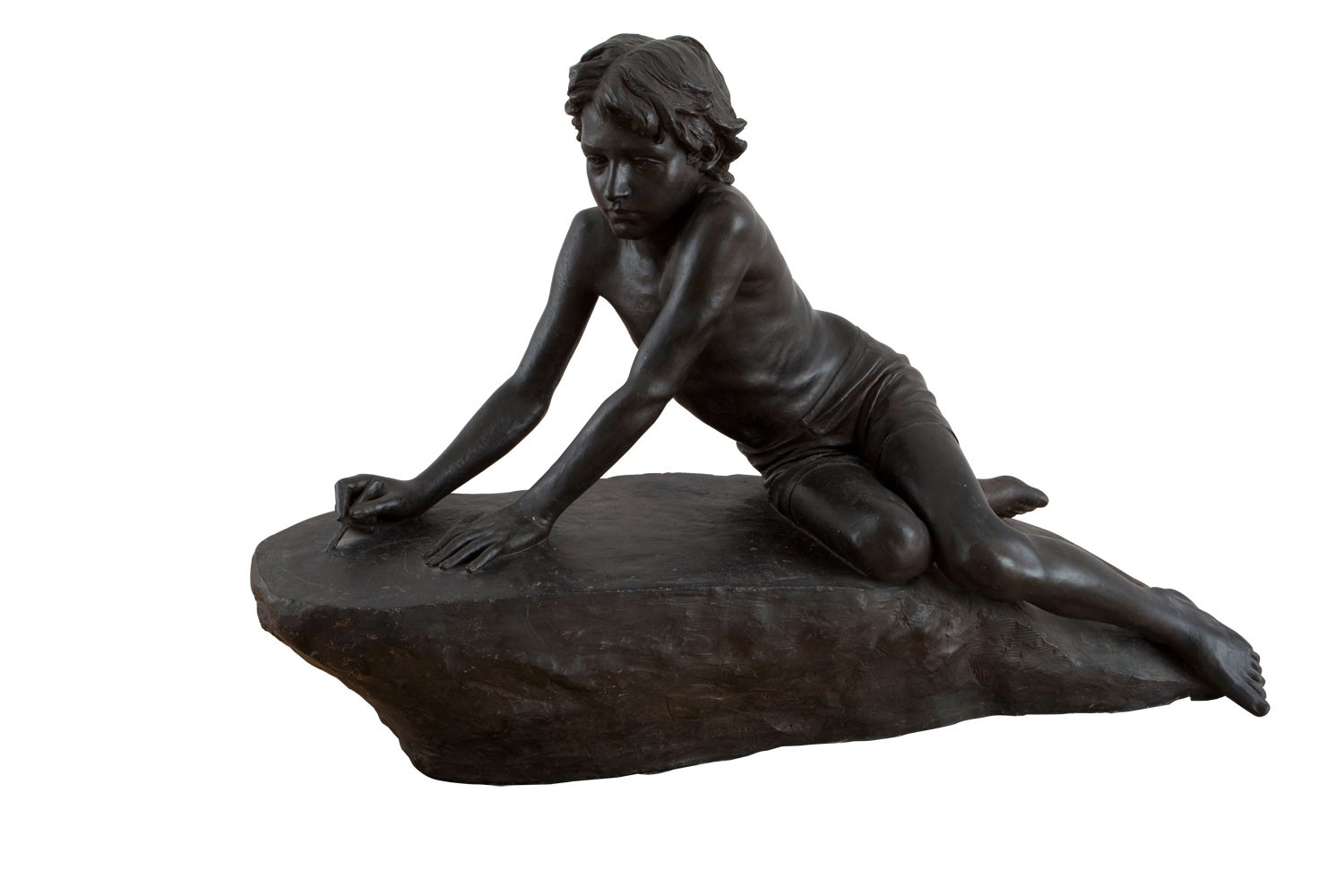
Francisco Cafferata: Dětství Giottovo, 1880
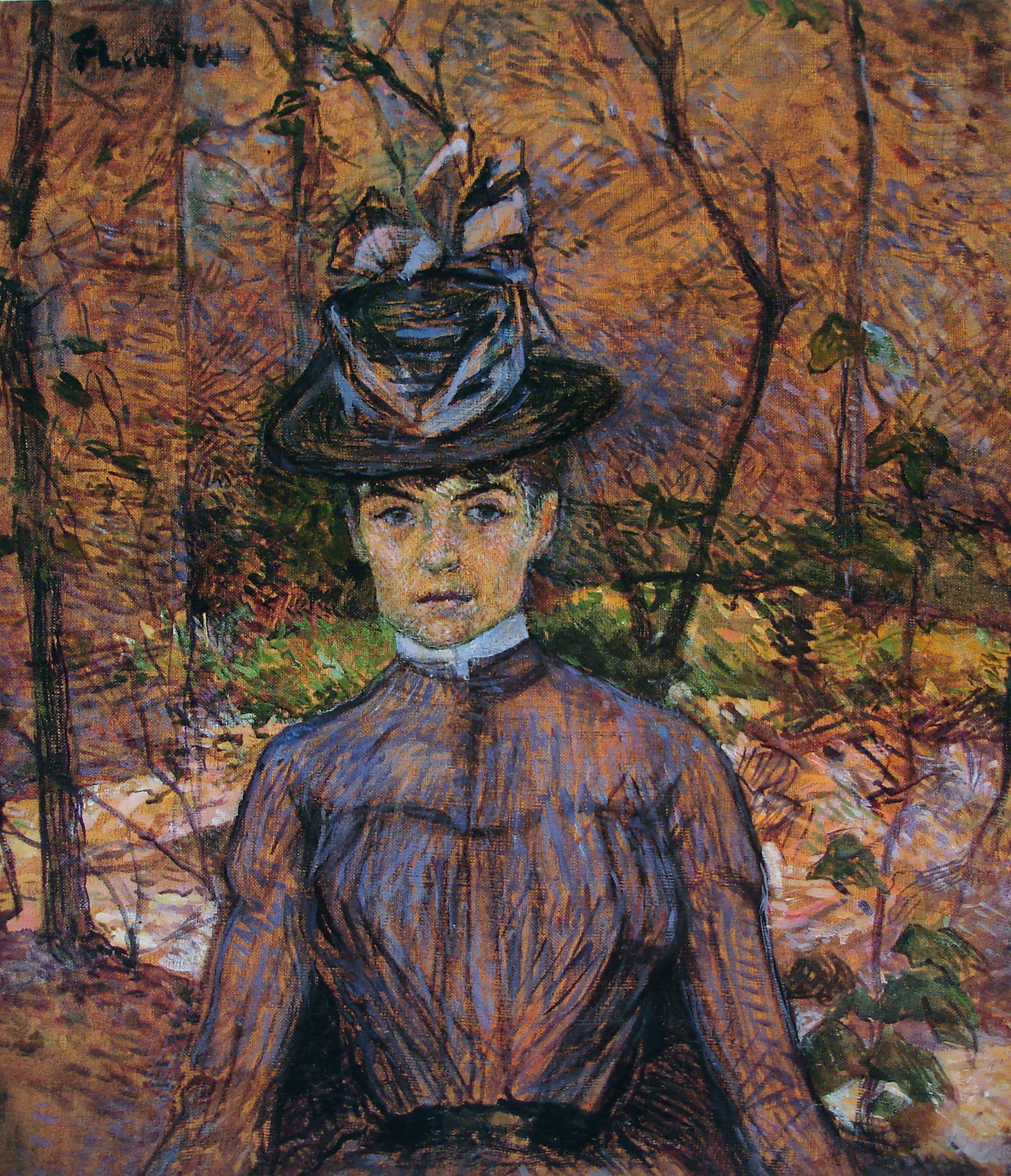
Henri de Toulouse-Lautrec: Suzanne Valadonová, 1885
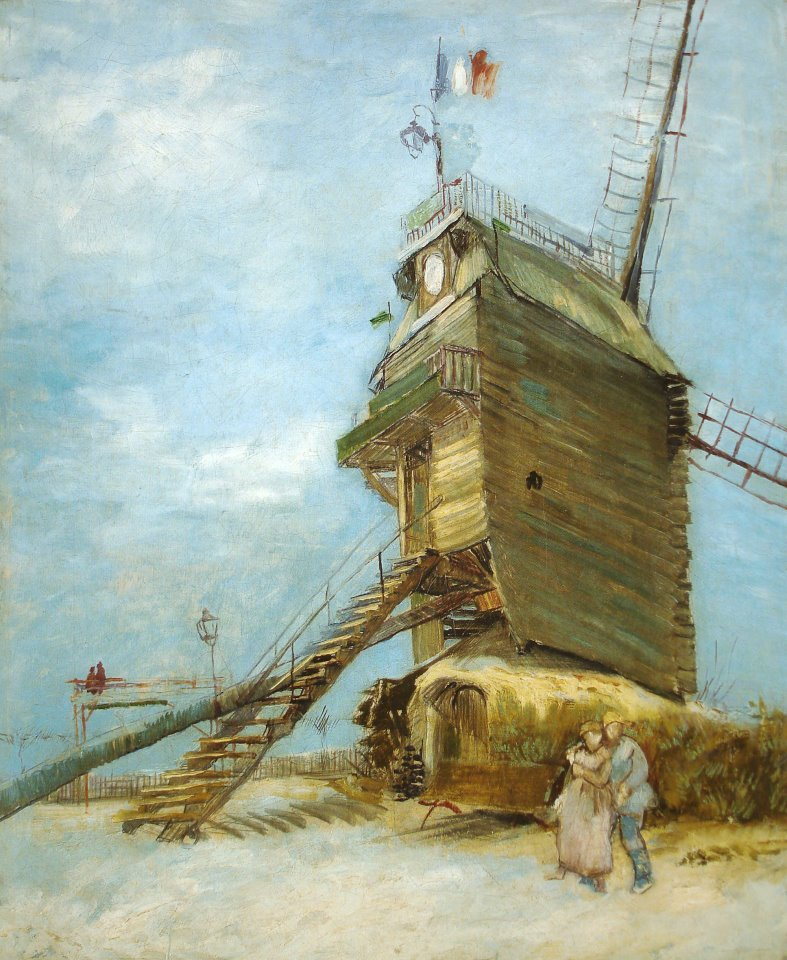
Vincent van Gogh: Le Moulin de la Galette, 1886-1887
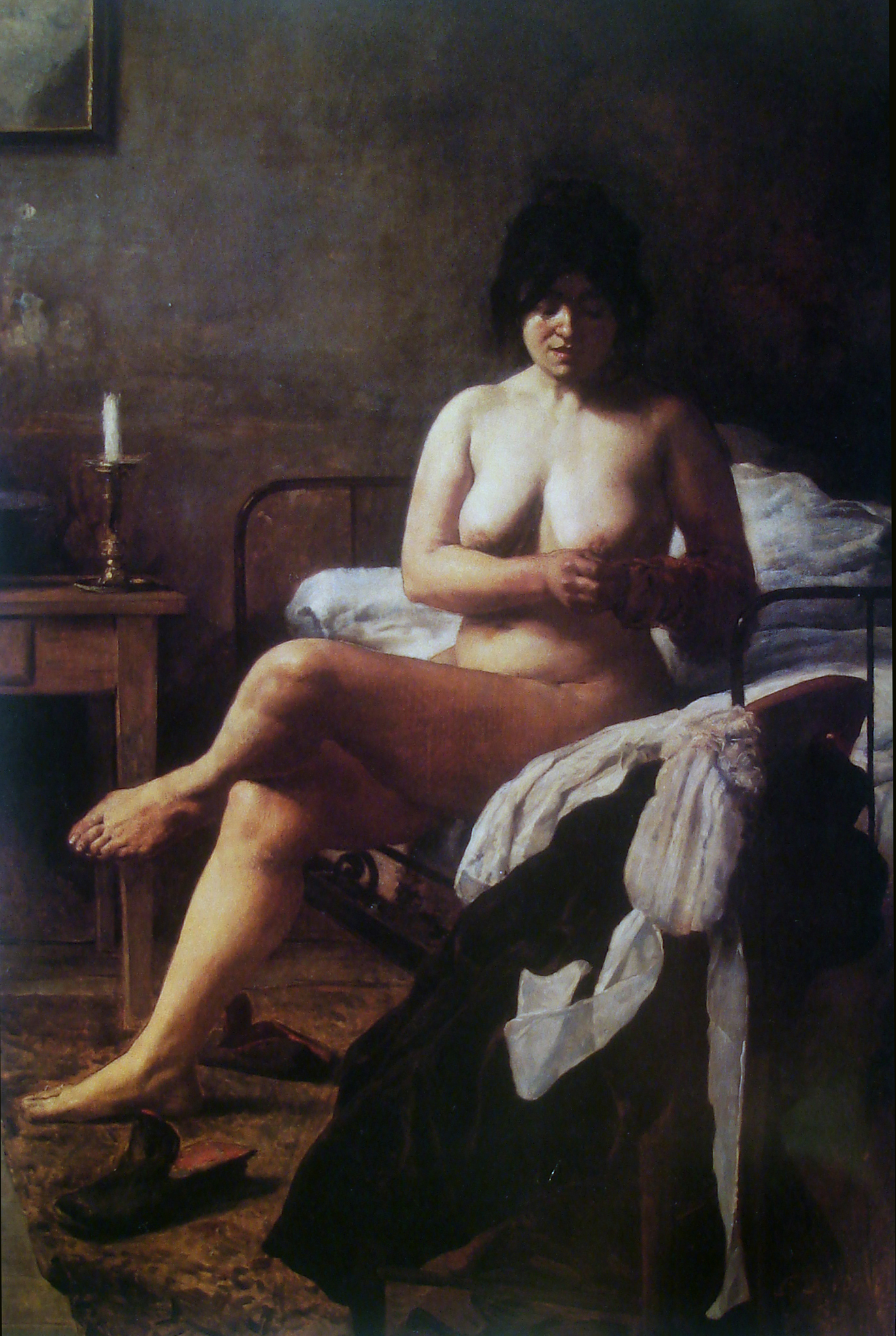
Eduardo Sívori: Služebná vstává, 1887
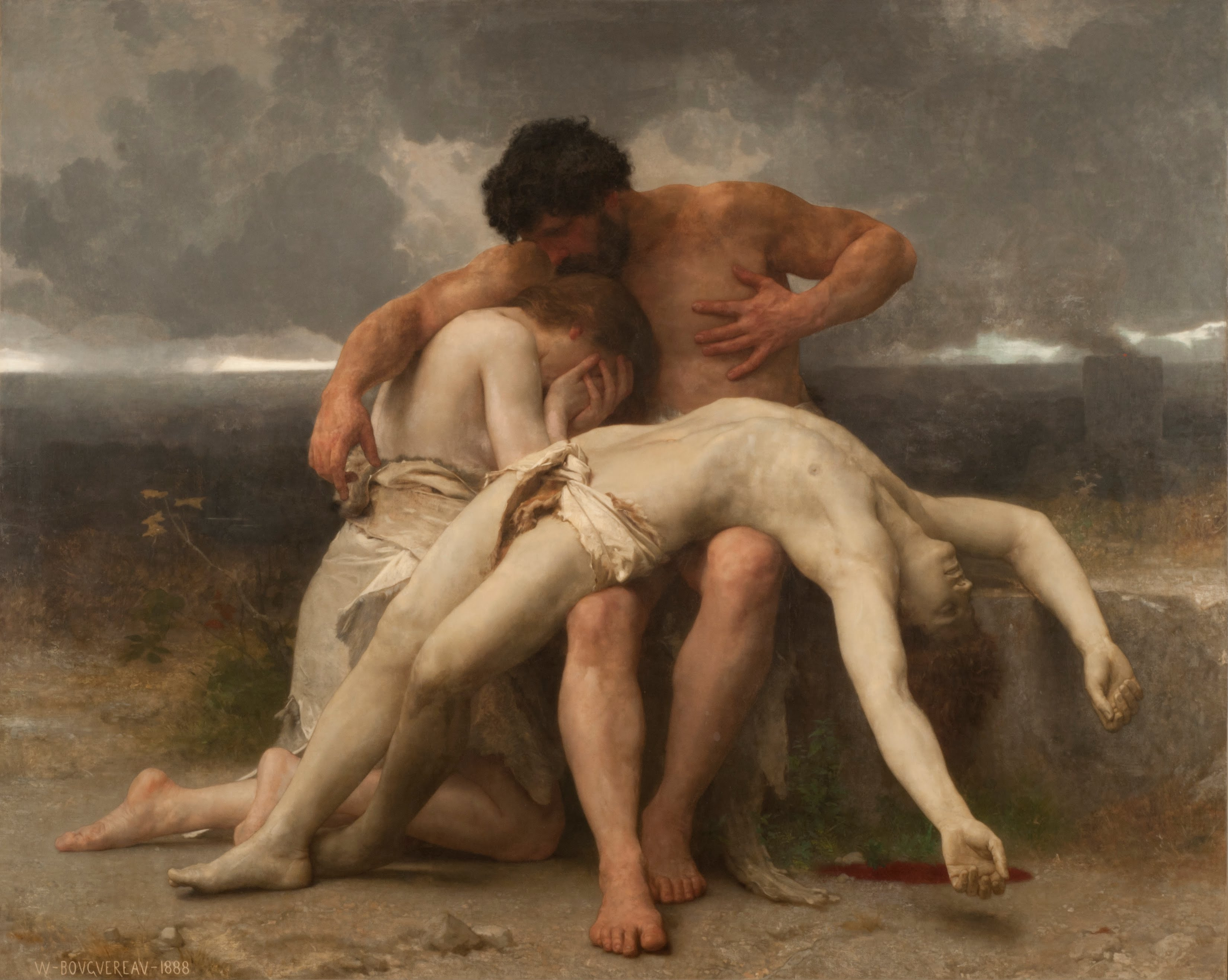
Bouguereau: První truchlení, 1888
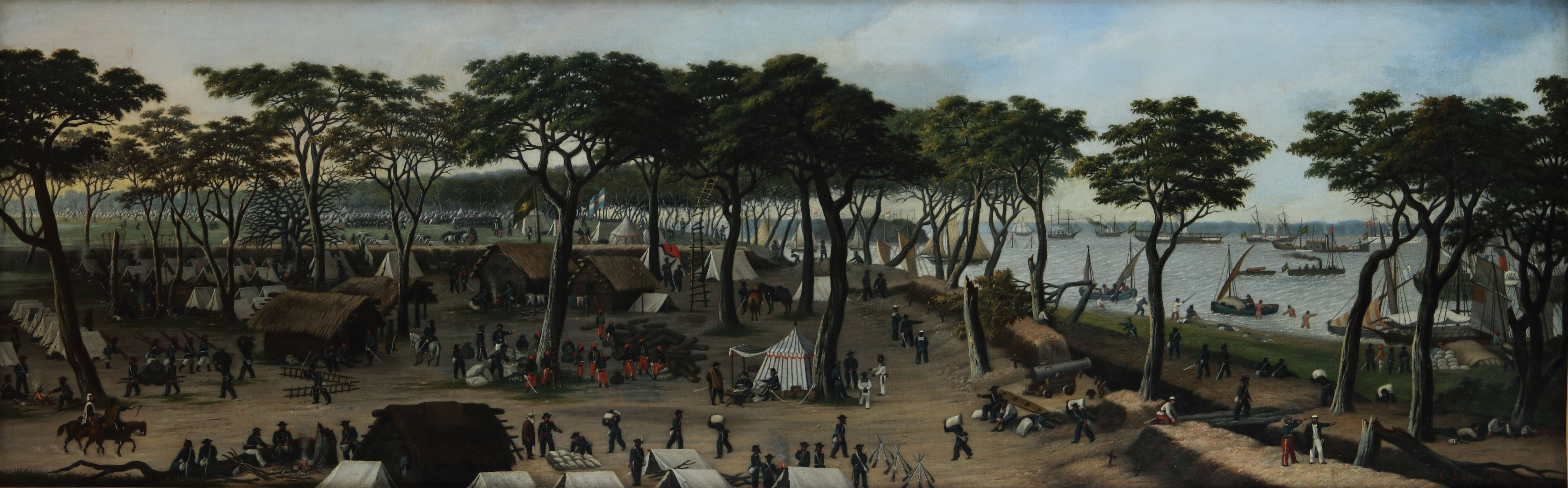
Cándido López: Pohled na Curuzú po proudu, 1891
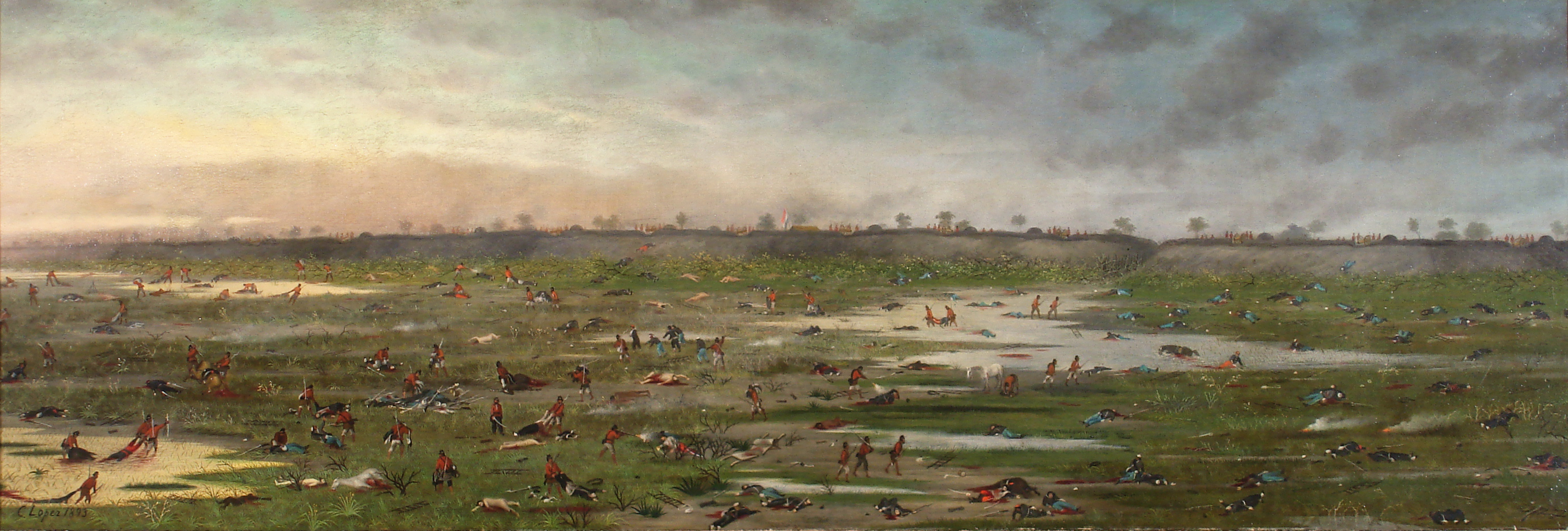
Cándido López: Po bitvě u Curupaytí, 1893
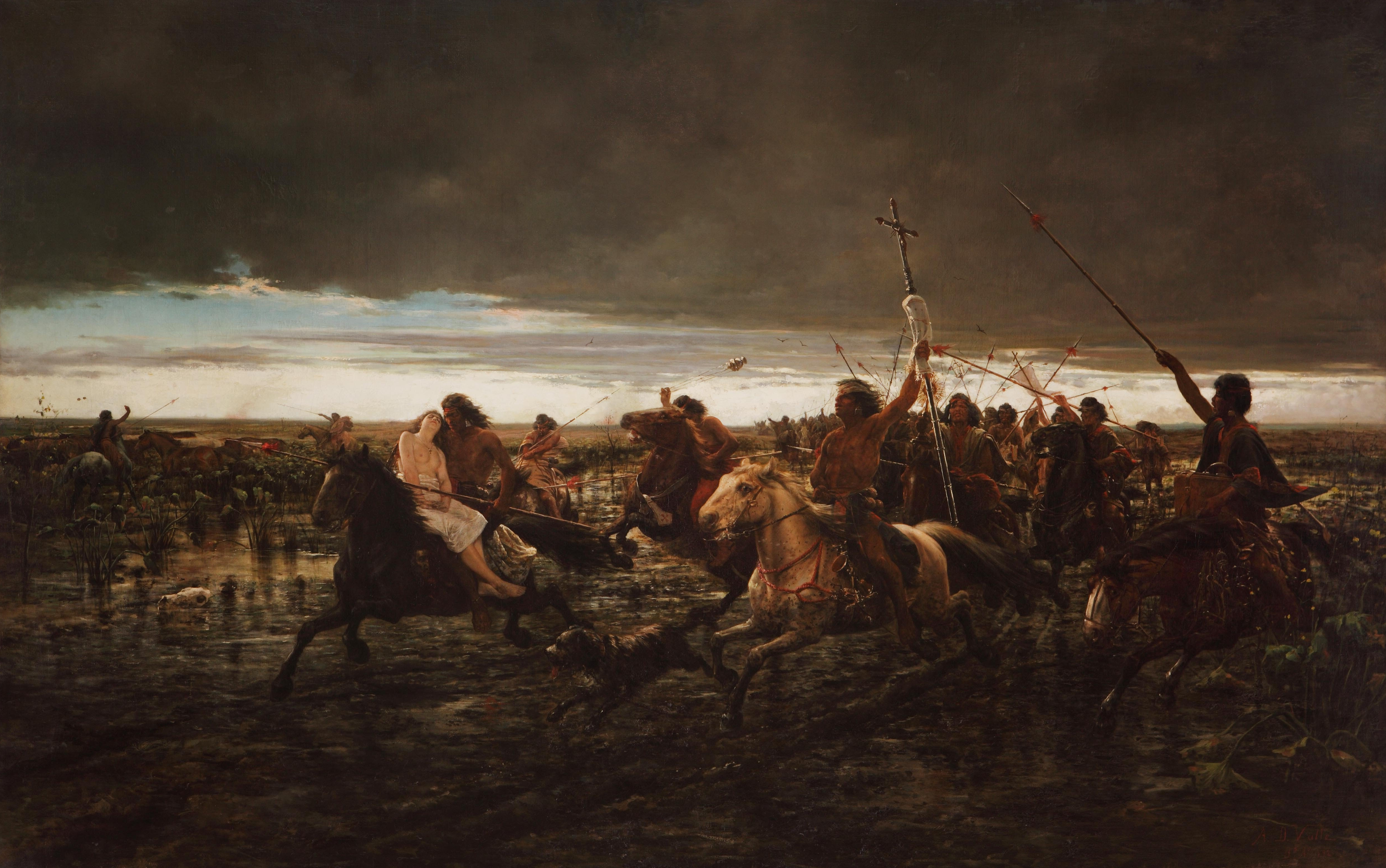
Ángel Della Valle: Návrat indiánů z nájezdu, 1892
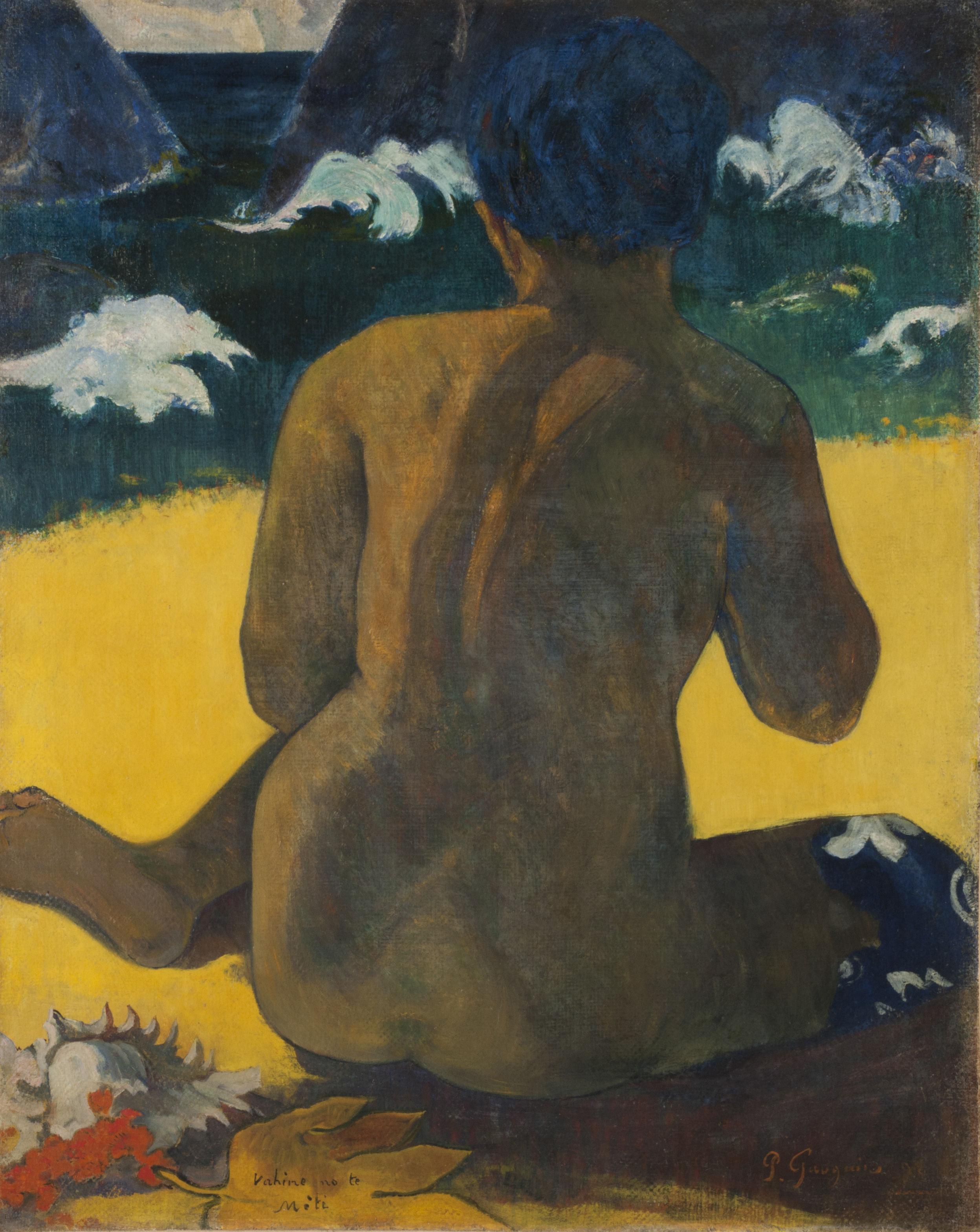
Paul Gauguin: Vahine no te miti (Žena u moře), 1892
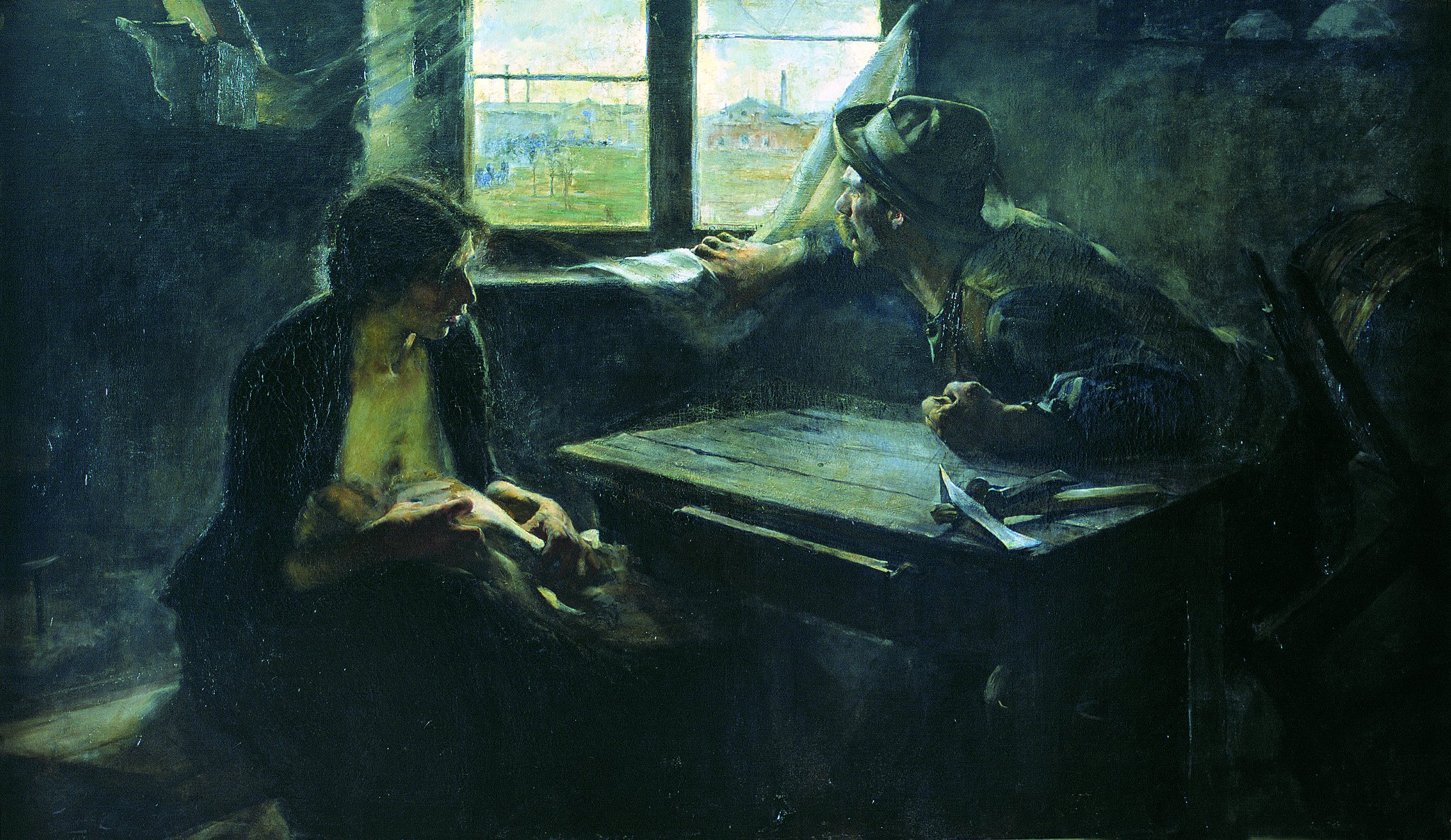
Ernesto de la Cárcova: Bez chleba a bez práce, 1894
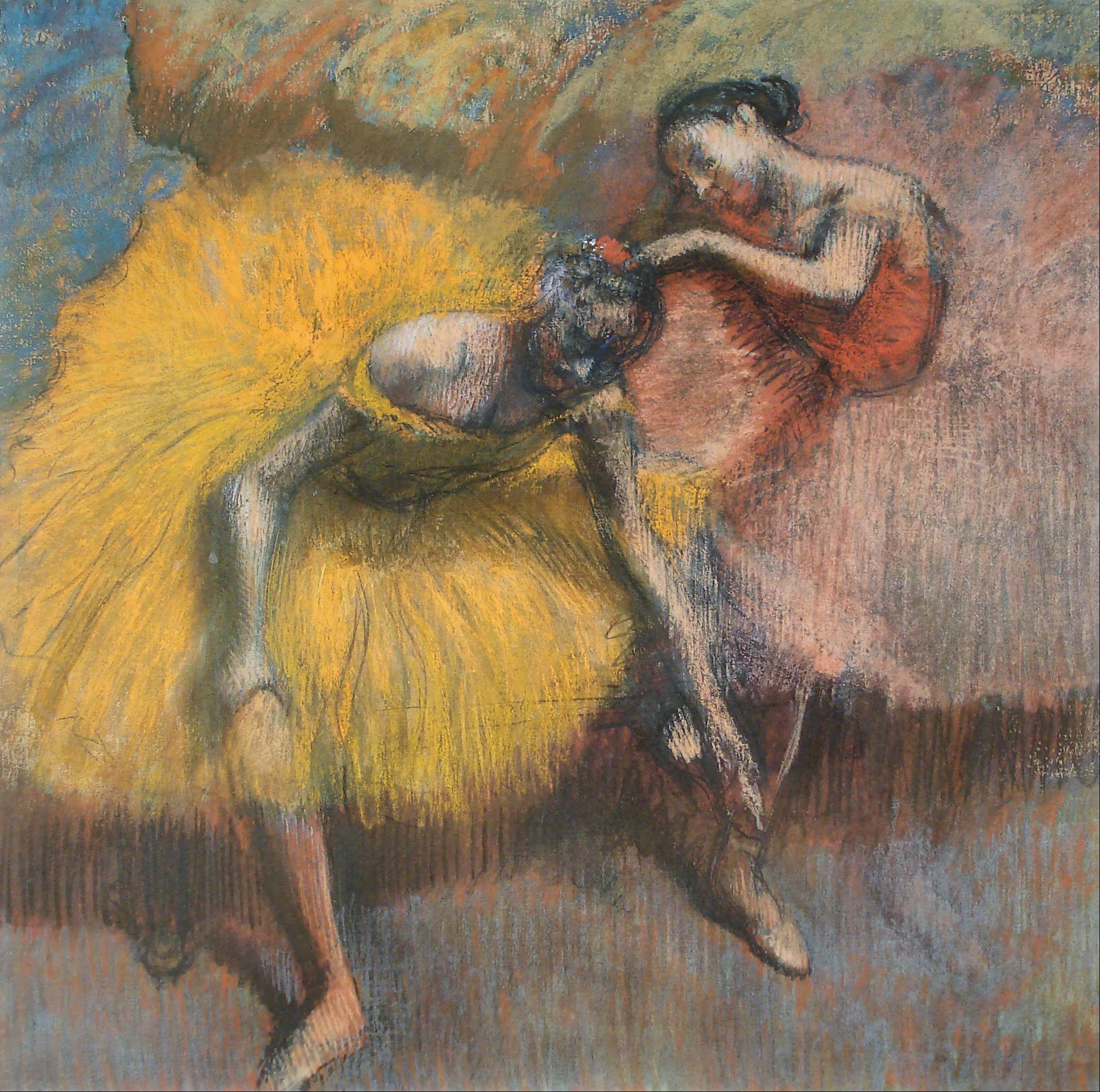
Edgar Degas: Tanečnice a dvě žluté růže, 1898
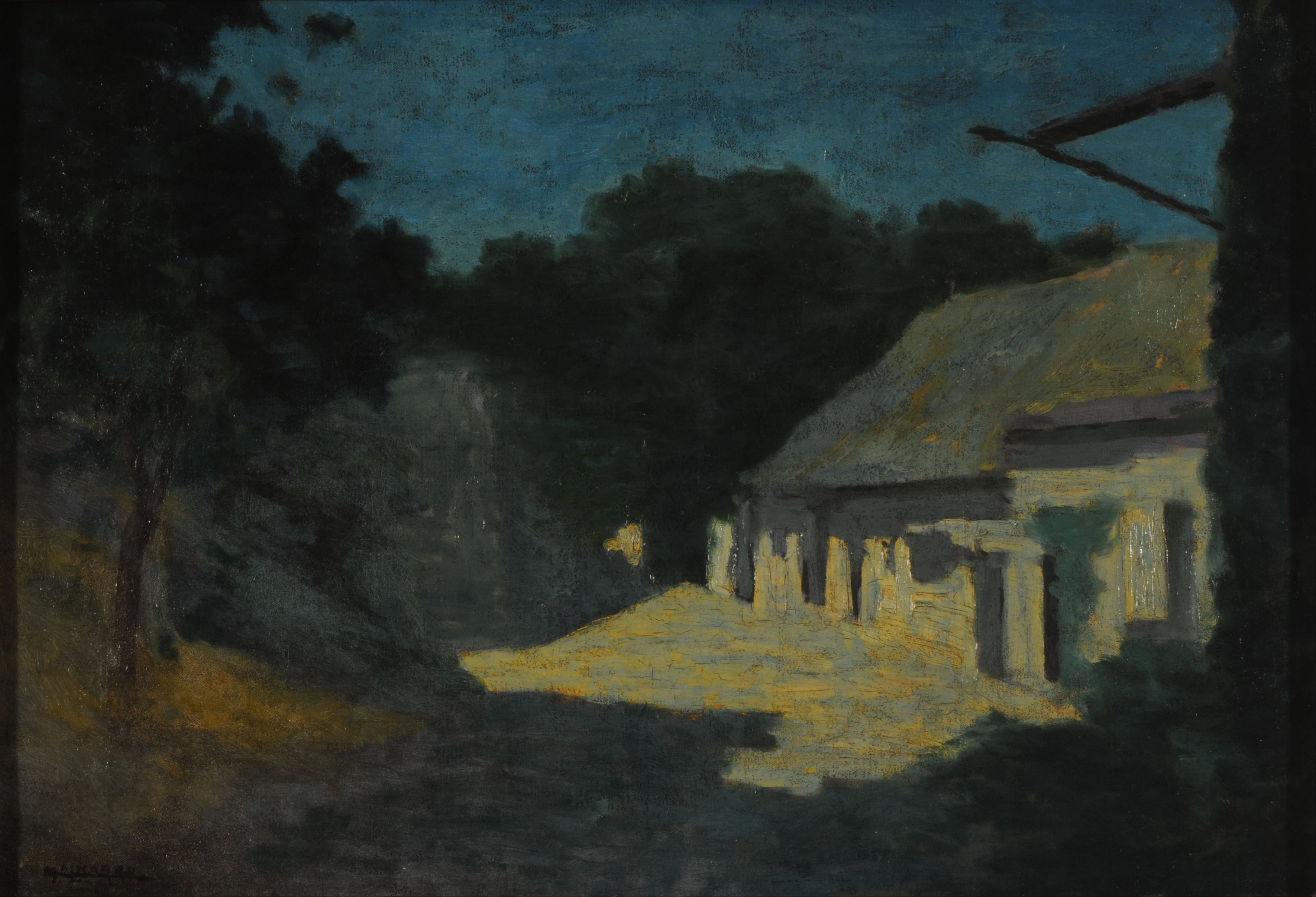
Martín Malharro: Nokturno, 1910
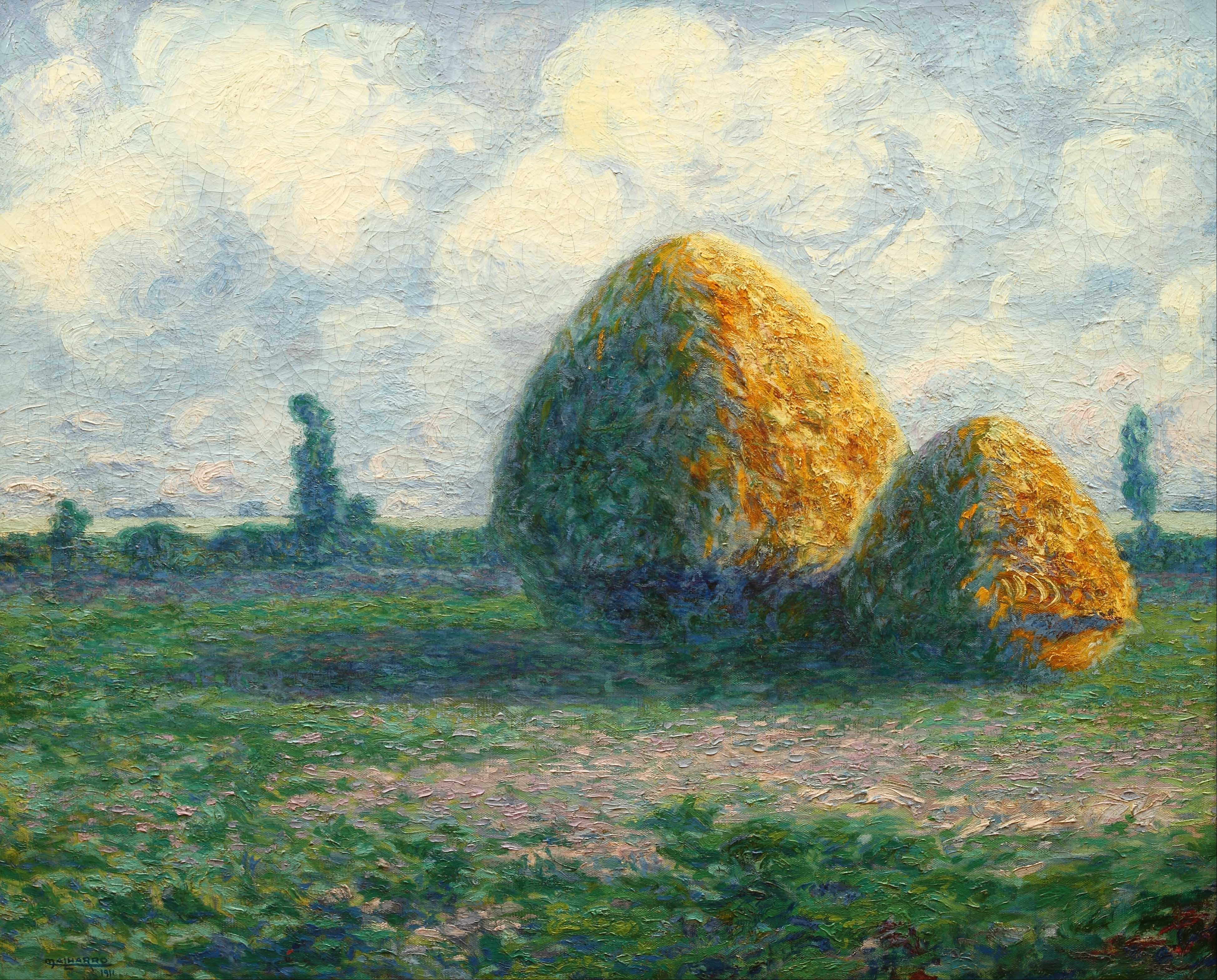
Martín Malharro: Stohy sena (pampa dnes), 1911
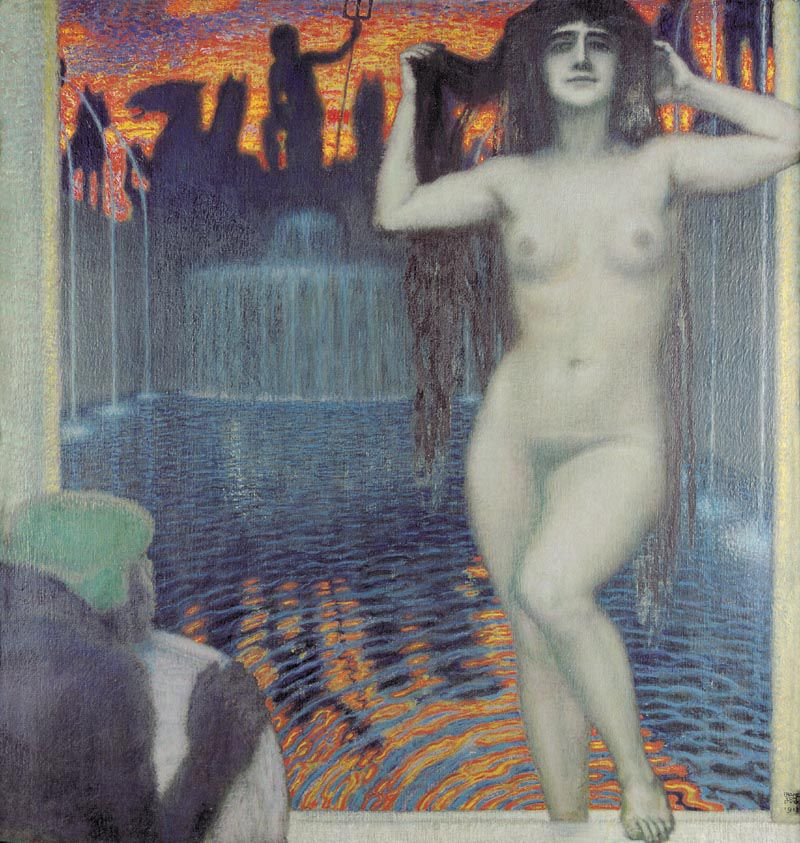
Franz Stuck: Batšeba, 1912
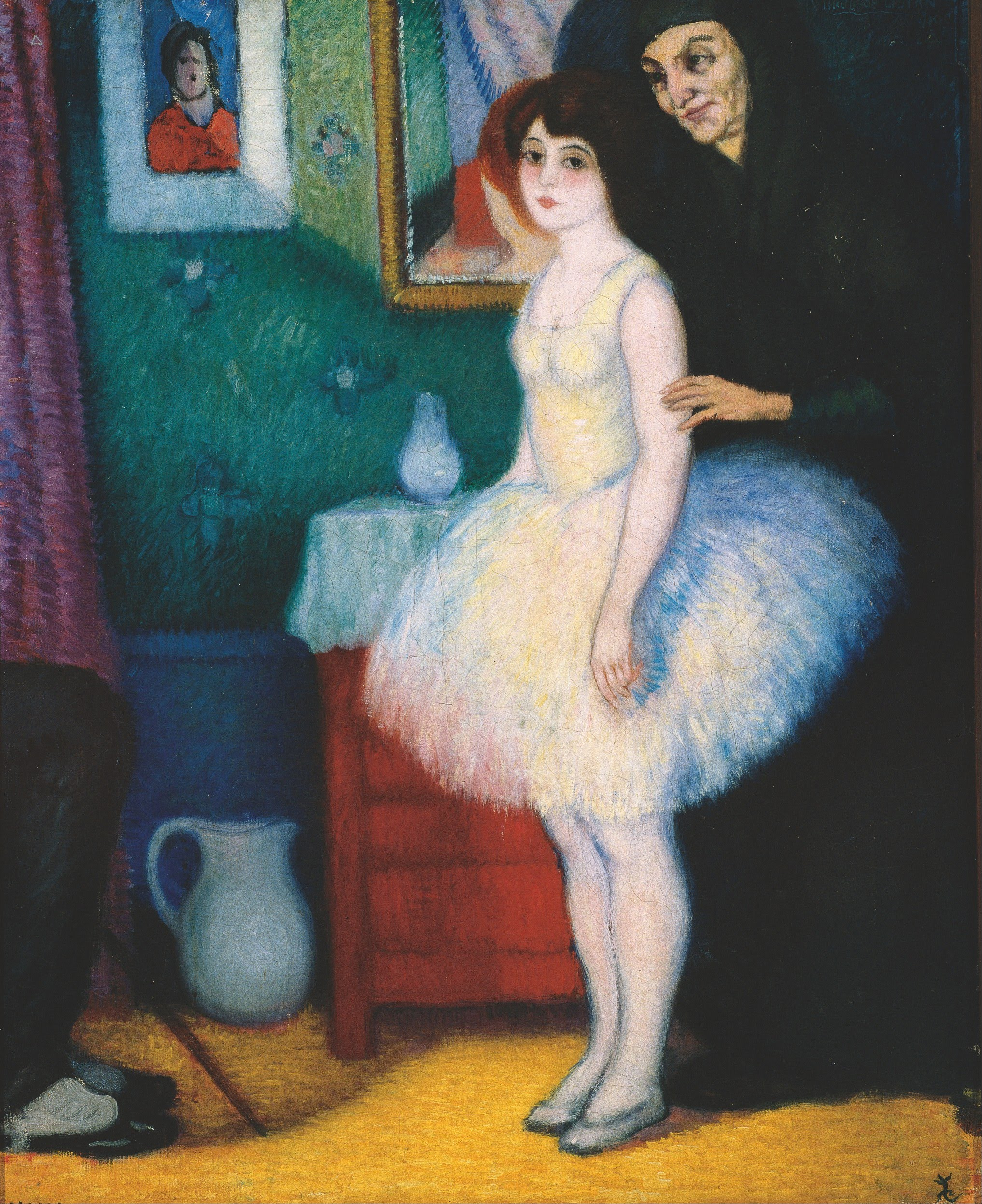
Thibon de Libian: Uvedení, 1918
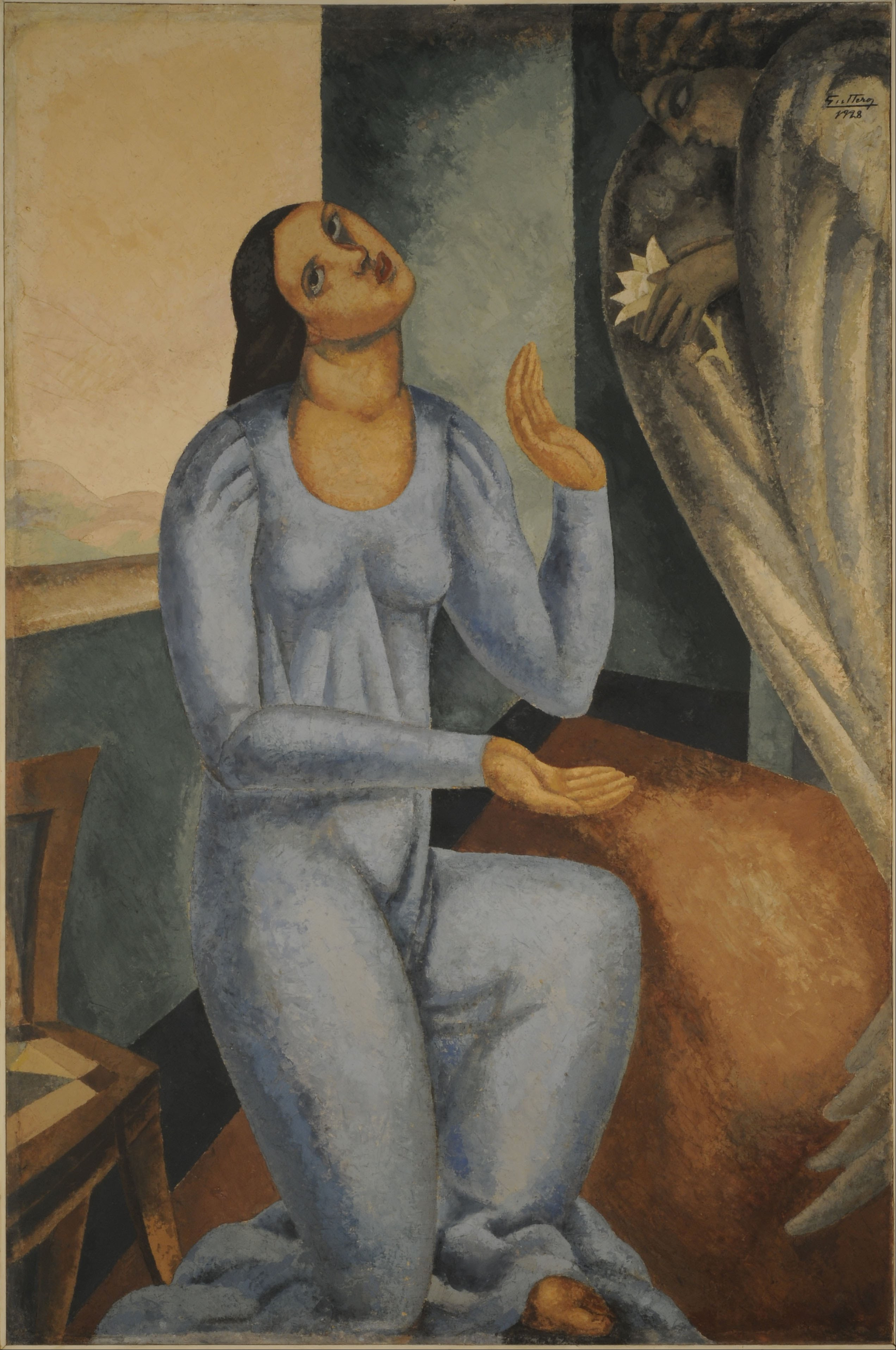
Alfredo Guttero: Zvěstování, 1928